# 美鐵

美鐵曾用商標“倒置箭頭”，1971年至2000年使用，後被 “藍波浪”標誌取代。目前仍用於部分列車，路牌

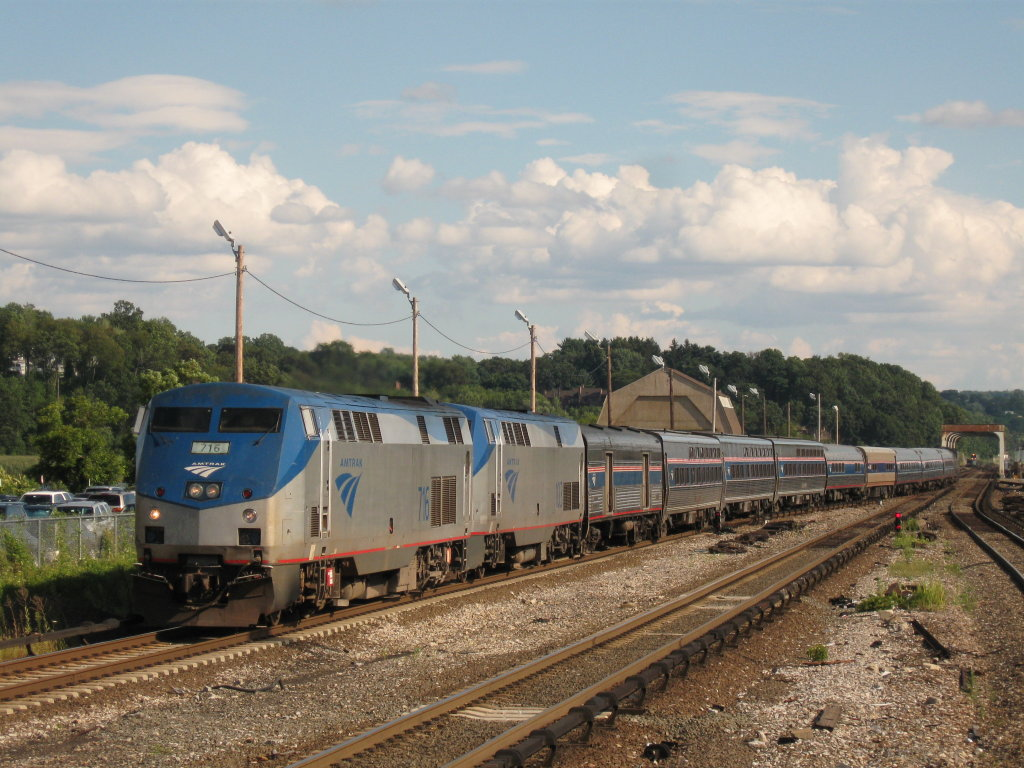
“湖畔特快” 經由克羅頓-哈蒙站前往芝加哥終點

國家鐵路客運公司（英語：National Railroad Passenger Corporation），商標和常用稱呼Amtrak，中文簡稱美國國鐵或美鐵，是美國經營長途和城際鐵路客運的營利性公司，創立於1971年5月1日。其商標「Amtrak」是由英文「美國」（America）和「鐵軌」（track）組成的混成詞。總部位於華盛頓特區聯合車站。
美鐵依據《1970年美國鐵路客運服務法案》（Rail Passenger Service Act of 1970）建立。其所有的優先權股份都由美國聯邦政府所有，並接受政府投資以維持公司運轉。公司以盈利性爲模式運行，而非公共機構。董事會成員皆由總統提名經參議院同意而任命。部份普通股份由美國其他私營鐵路公司在1971年美國國鐵創立時，以經營鐵路客運權力交換而來。雖然美鐵並不給予股息，有少數投資人向擁有原先股份的鐵路公司購買美鐵股份。2004年，部分普通股股份由美鐵購回。2011財政年度，美國國會共向美鐵投資5.63億美元補助鐵路運營，並追加9.22億美元用於資本流通。美鐵2010年票箱回報率(售票收入佔運營成本的比率)為79%，為現有美國各客運鐵路公司中最高。
美鐵有僱員超過20000人；全國總路線長35000公里，服務覆蓋美國46州及加拿大三個省份，總共約500個車站。2012年度共運送3120萬人次旅客，累計收入20億美元。目前每天美鐵經營1250班列車，出軌事故率1.0%。

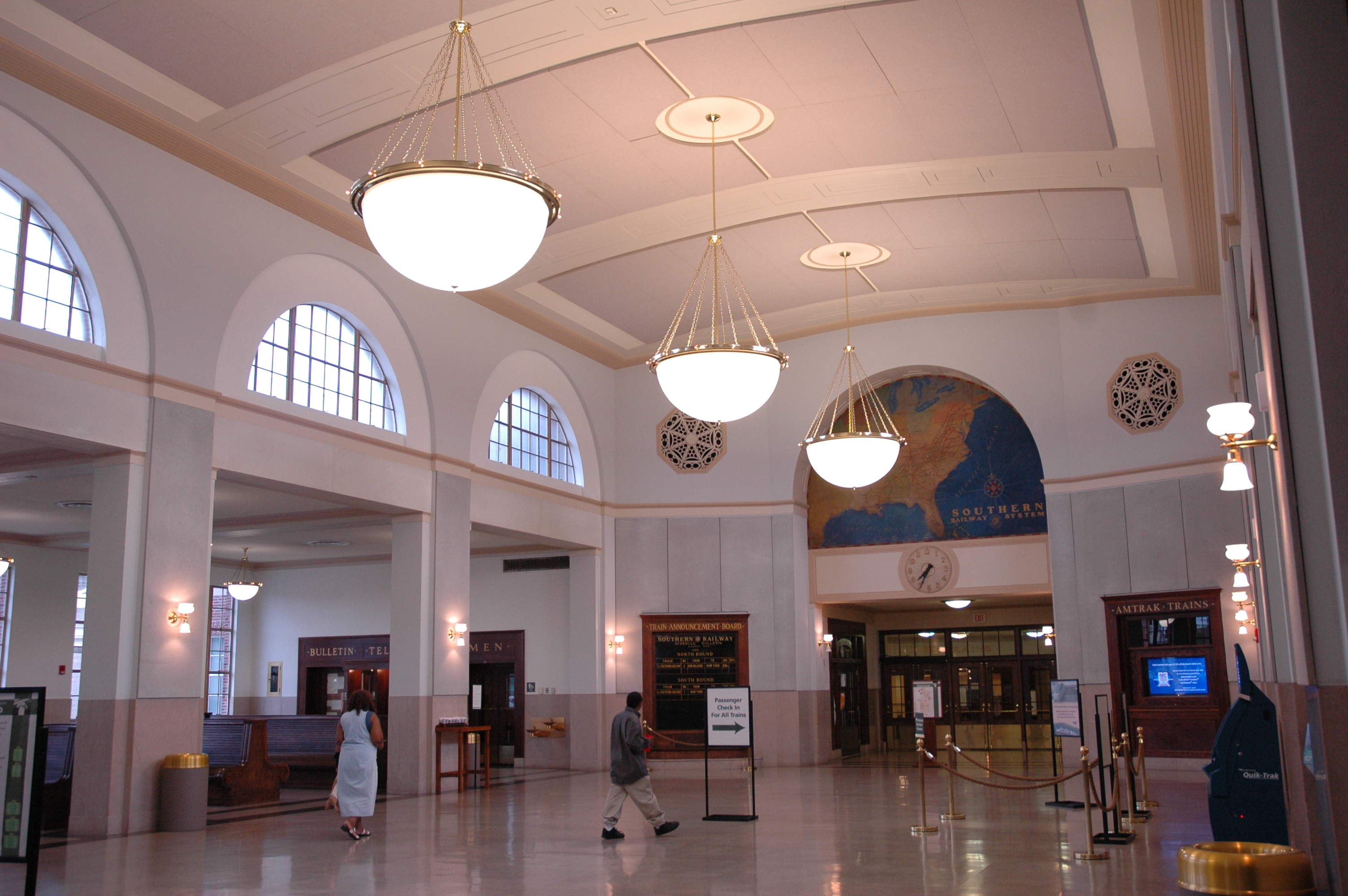
北卡羅來納州格林斯伯勒車站

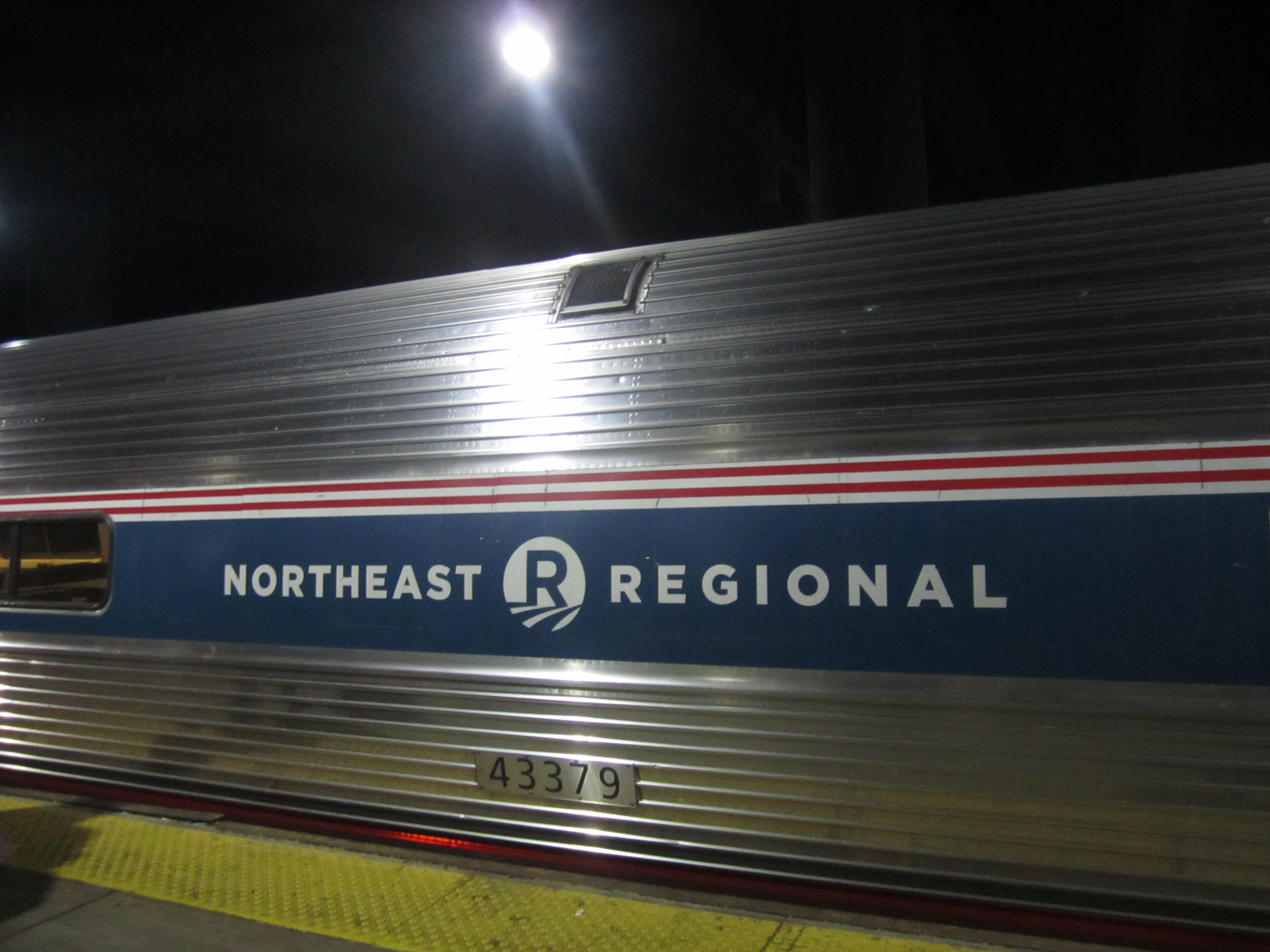
美鐵東北區域號列車從紐約出發前往華盛頓特區，攝於2011年

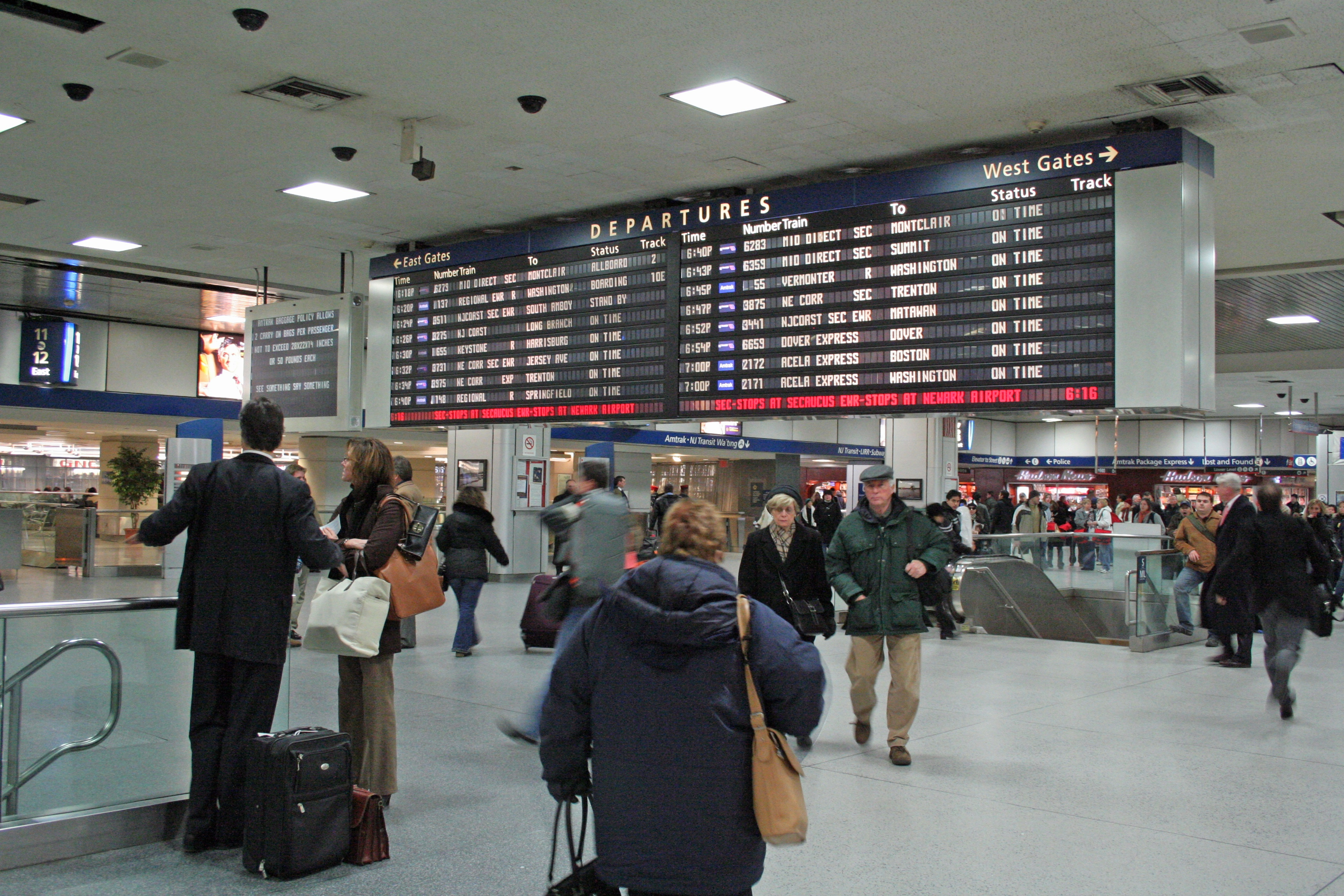
紐約市賓夕法尼亞車站，為美鐵最繁忙的鐵路車站

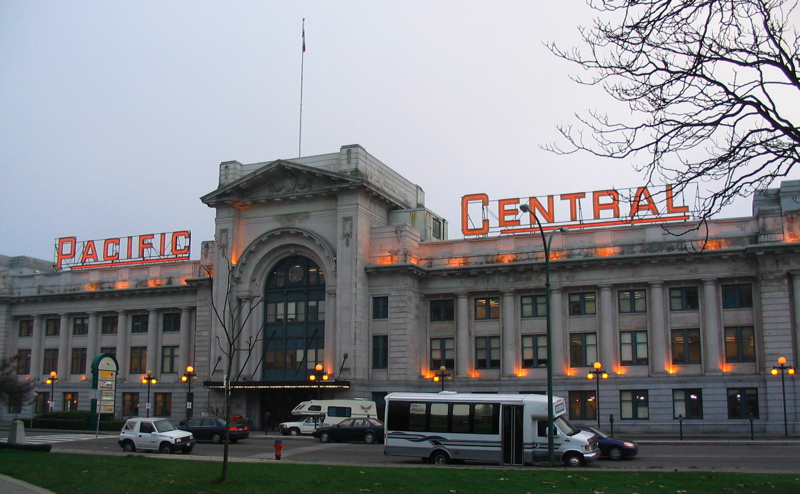
溫哥華太平洋中央車站是目前加拿大境内開行美鐵列車的6座車站之一

## 歷史
1920年代至1970年代，美國鐵路客運開始走下坡路。1970年時，多數鐵路公司受強制性客運業務束縛，虧損嚴重。美國國會和時任總統理查德·尼克松決定成立國家鐵路客運公司，以免除強加於各公司的長途客運義務。公司成立並開始運作於1971年5月1日。曾有傳言尼克松總統私下透露美鐵持續不會超過兩年的時間。但1974年此事被財富雜誌揭露。伯靈頓鐵路西北鐵路主席路易斯·W·門克認為這篇報道喚起了公眾的關注，並最終挽救了美鐵。

### 前美鐵時代

#### 私鐵客運概況
從19世紀後半葉至1920年代，鐵路幾乎承擔了美國的全部城際和長途客運。營利性私營鐵路公司組成鐵路網，聯結城市和鄉村。據統計，1929年全美有65,000節客車車廂正在運營中。
1920年代起，美國鐵路客運開始走下坡路，但亦有數次中興。由於汽車發明和普及以及大蕭條的影響，1920年至1934年鐵路客運持續下跌，但在1930年中期，得益於一系列鐵路技術發展、設施更新和速度提高，運量又有所回升。在這個時代里，柴油機車、豪華列車、夕發朝至特快列車如“先鋒者微風號”、“飛行者揚基人”相繼投入運營，但總體趨勢仍然下滑。1940年，客運線路僅佔全美鐵路線路總長的67%。
第二次世界大戰期間，美國鐵路客運逆勢上揚並抵達史上最高點。成千上萬的美軍官兵經由鐵路調動，同時汽油被列入戰爭物資嚴加管制。在非常時期，鐵路運輸額為大蕭條時期的六倍。戰後初期，各鐵路公司紛紛進一步更新車輛，超豪華列車“超級酋長號”或“加州和風號”等，均配備了豪華的裝飾，舒適的旅行設施和觀景窗，美國鐵路客運仍維持了一段時間的繁盛期。
然而好景不常，1946年全美運營客車總量僅為1929年的45%，衰落的速度遠超預期。許多車站人去樓空，列車班次亦被取消，越來越多的客運線路長期虧損。鐵路客運的快速衰落開始於1948年，至1950年中期，全美私鐵在客運上年虧損額達7億美元。
1965年，全美僅剩10,000節客車車廂仍在運行，相比1929年減少85%。客運線路僅為75,000英里（120,000公里）。1960年代美國郵政署終止了和各大私鐵的郵政運輸合同，使得各大公司雪上加霜，鐵路客車停運現象加劇。

#### 私鐵衰退原因
私鐵客運衰退的原因是多方面的。1920年代以前，鐵路業壟斷了美國城際客運，故各私鐵均受政府嚴格調控，此外員工編制管理也極為固定。1916年，美國鐵路路線總長達到頂峰，共有254,251英里（409,177公里）（2007年，鐵路總長為140,695英里，226,427公里，仍為世界第一大鐵路網）。1930年代，美國已經建立了完善、快捷的私鐵客運網絡。但此時政府開始投資建設美國國道網絡，鐵路業開始面臨剛剛誕生的汽車工業、航空業的衝擊，後兩者得到政府廣泛的資助，政府出資興建了公路網和機場等基礎設施。
美國鐵路公司常在城鄉設置倉庫和支線，以促進商品流通和銷售。隨著經濟發展格局變化和多種交通方式出現，這些冗余支線不久就被鐵路公司放棄，以節省開支和稅務負擔。鐵路路基的地役权也隨著支線的廢棄拆毀被轉賣或被政府收回，成為鐵路遺跡小徑。

##### 政府干預
大約在1910年至1921年，聯邦政府對鐵路票價進行了嚴格的限制，並設定了較低的票價率。第一次世界大戰前期，各私鐵缺乏合作，促使聯邦政府全面接管國內鐵路用於戰爭。各鐵路公司盈利突然減少，鐵路系統的發展陷入停滯，客運設施和線路上的投資被極大的削弱，車輛、線路設備亦逐漸老化缺乏更新。而同時，人力成本不斷上升，票價也同比增長，進一步的削弱了鐵路客運的市場，公路交通開始逐漸佔據了部分市場。
19世紀後半葉開始，聯邦政府成立“州際通商委員會（ICC）”負責管理美國私鐵。ICC通過票價設定等方式調控及干預鐵路客運市場，並限制私鐵發展。鐵路高速化進程被1946年納珀維爾鐵路事故，以及1950年紐約市一系列鐵路事故所干擾。1947年，ICC要求美國所有運行時速在80英里/以上的列車強制安裝自動列車停止裝置、列车自动控制系统和機車信號。
然而在東北地區以外，上述條件並不完全俱備，故列車最大速度被限制在79英里/小時（127公里/小時）。1958年，為挽救鐵路客運衰退，國會頒佈法令授予ICC管理鐵路線路的全權。任何對現有客運線路的增設、調整和取消都必須經由ICC批准。但此單方面舉動並未對鐵路客運帶來有利的影響。當時眾多客運線亟需調整以應對運輸模式的變化，但ICC工作效率低下，常需要八個月以上時間批復。此外ICC不願放棄客流稀少的線路，堅持被取消的線路必須由其它線路調整加以彌補，致使線路過於冗長，運行速度和效率更加低下，客運量也迅速減少。
對於鐵路公司之間的兼併，ICC亦嚴格管控。許多併購案往往要延續數年甚至十餘年，如紐約中央鐵路和賓夕法尼亞鐵路併購案，特拉華、拉克瓦納和西部鐵路公司和伊利铁路併購案。當1960年代ICC最終批准上述併購時，多年的政府削減投資、車站和車輛設施的老化、航空業和公路業的競爭使得併購也無力回天。

##### 高賦稅
高賦稅亦是私鐵客運衰落的另一重要原因。第二次世界大戰期間，聯邦政府向私鐵徵收15%的營運稅，戰後並未廢除並一直持續到1962年。當地政府也未對鐵路公司投資。與之相反，視鐵路為搖錢樹，徵稅以增加財政收入。舉個例子，“大西部鐵路公司”僅佔有蒙大拿州林肯縣約0.34%的土地，但是卻貢獻了91%的學校稅。雖然各州標準不同，但各私鐵普遍承受了遠較其它工業沉重的賦稅。

##### 勞資糾紛
基於歷史原因，私鐵管理層和工會之間始終處於緊張狀態。工會提出的很多標準均遠遠落後於時代。美國客運列車行駛平均速度從1919年至1959年翻了一倍，但工會拒絕將每日工作標準從100至150英里每日提高，以至於鐵路工人平均工時數在1959年幾乎降低了一半，從每日工作5至7.5小時降低到2.5-3.75小時。工會也施加壓力迫使私鐵保留已經淘汰的工種，如在先進的柴油機車上仍保留著“司爐工”這一冗職。從1947年至1957年，私鐵每英里收入減少42%。

##### 補貼競爭
正當私鐵面臨一系列內憂外患的同時，最大的競爭者來自公路運輸和商業航空。當鐵路業走向下坡時，政府投入大量資金用於建設美國國道系統、州際高速公路系統和公立機場及航空控制系統。
隨著經濟水平的提高，汽車價格不斷降低。相比鐵路，駕車出行具有方便、快捷、自由安排行程等優點，被大多數美國人所接受。聯邦政府動用國庫以及開徵燃油稅，建立非盈利高速公路系統，並且絕大部分為免費公路。完全國有、非盈利的公路系統避免了早年由贈地法案和私人投資修建的營利性鐵路的一系列稅收上的爭端。一項報告表明，從1921年至1955年，政府共投入930億美元用於公路網建設和維護。
1950年代，噴氣式飛機的發展使得航空運輸成本逐漸下降，從而開始取代鐵路成為長途運輸主要方式。政府通過修建大小機場、提供航線管制系統等方式支持航空業。

##### 郵政合同
1966年以前，美國郵政部及後繼者美國郵政署均由鐵路客運公司承擔，並在客車後加掛數節郵政車，二戰以後，各鐵路公司常通過郵政收入維持客運班次運行。1966年，美國郵政署逐步減少並終止鐵路運輸合同，改用公路和航空運輸。此舉導致鐵路公司失去重要的經濟來源。

### 美鐵成立

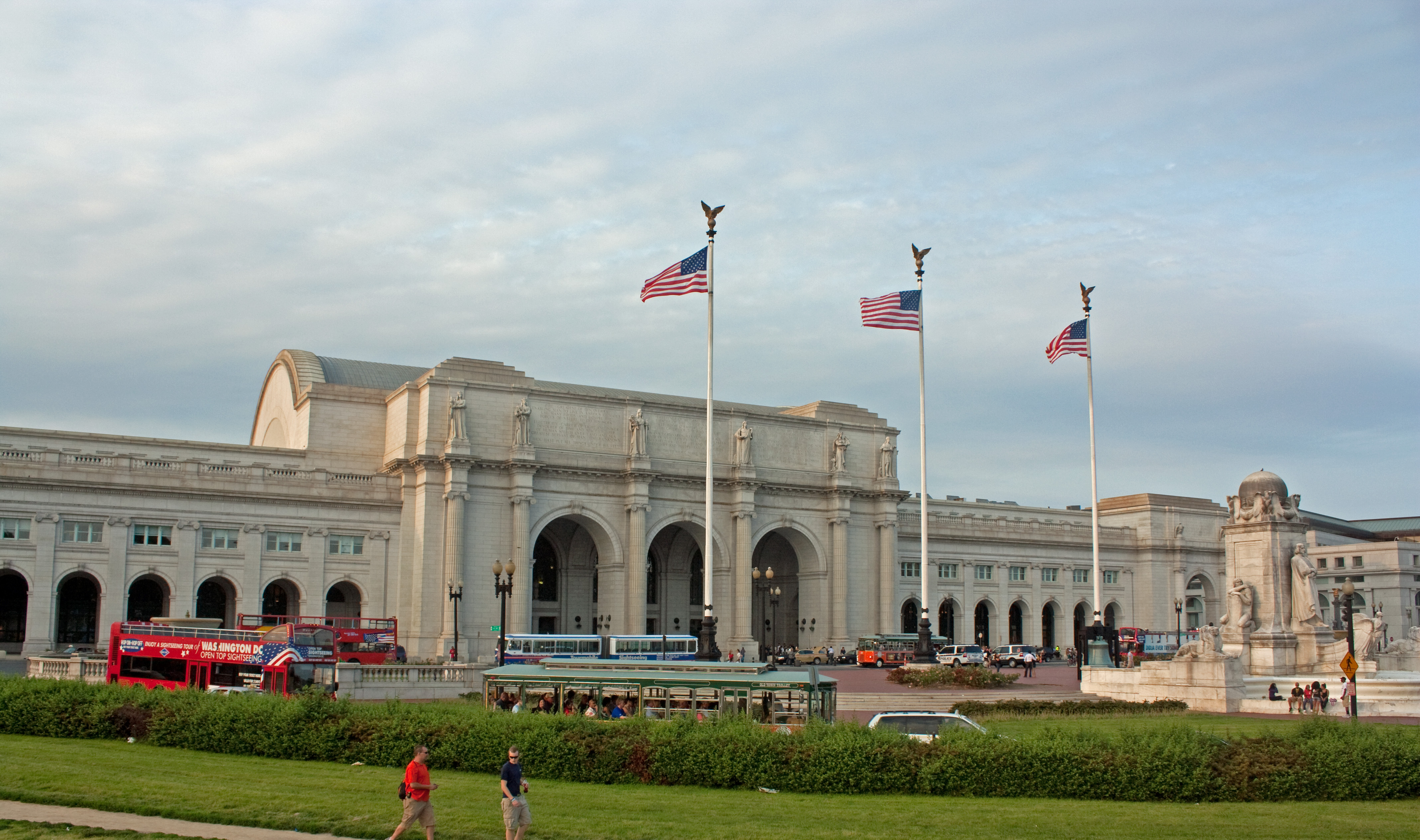
華盛頓特區聯合車站大樓，美鐵總部所在地

#### 鐵路客運服務法案
1960年代晚期，美國鐵路客運已病入膏肓。先是各個線路停運申請報告，隨即是各私鐵的破產申請。1969年，一代傳奇客車製造廠普爾曼公司 (Pullman Company) 宣布破產，1970年，東北最大的鐵路運營商，賓州中央鐵路宣布破產。:234整個鐵路業風聲鶴唳，鐵路公司糟糕的財政狀況似乎將徹底毀滅世界上最大的鐵路網，聯邦政府無人願意在其任內看到鐵路客運的滅絕，讓自己背上千古罵名。
1970年，國會通過《鐵路客運服務法》，該法案由全國鐵路客運協會（NARP）提出，並由尼克森總統簽署。根據該法案，將成立半私立半國有的“國家鐵路客運公司（NRPC）”，接受政府和納稅人的資助並繼續運營長途城際列車。起初欲以Railpax命名品牌名，但隨後選擇以Amtrak命名。美铁成立时，有以下原则：
- 任何經營長途城際列車的私鐵都可以和NRPC商談，以加入美鐵系統。
- 加入美鐵系統後，私鐵需向美鐵支付一定的金額，價格根據該線路近期損失情況而定。私鐵可以向美鐵提交資金、車輛和設施等方式。同時美鐵亦提供給私鐵普通股作為補償。
- 加入美鐵後，原鐵路客運法律義務在1971年5月1日後自動撤銷，私鐵可自由選擇繼續或終止客運業務，除少數經交通部要求保留的基本服務線路。這些線路運營資金由美鐵負責。
- 若私鐵不願加入美鐵，則需保留現存鐵路客運線直至1975年，之後若要停運或改動，需向ICC申請批准。

在當時，公眾對美鐵並不抱有信心。尼克森政府和華府評論家認為該項措施僅僅為了相應公眾對鐵路客運衰落的關注而做出的舉動。當公眾關注轉移後，美鐵以及美國鐵路客運即可壽終正寢。另一方面，全國鐵路客運協會認為聯邦政府投入不會很多，不久後美鐵即可轉虧為盈。然而兩種觀點都不正確，由於公眾的持續支持，客運領域缺少私鐵的競爭者等諸多因素，美鐵一直維持至今，成為美國長途城際鐵路客運的唯一運營商。

#### 獨立於美鐵之外客運公司
1971年時，有六家鐵路公司拒絕加入美鐵，並繼續營運城際客運列車：

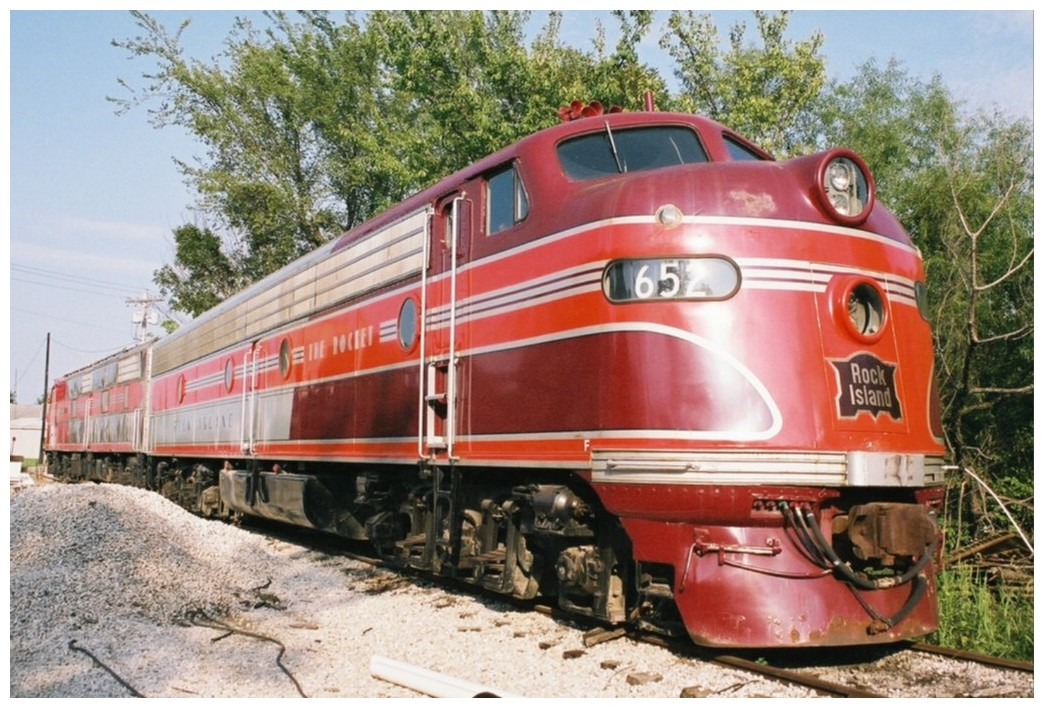
岩島鐵路E-8型#652機車和E-6型#630運行於堪薩斯州巴爾的溫市米德蘭鐵路上

- 芝加哥南岸和南灣鐵路：經營從芝加哥市區至北印第安納州南灣的一條約100英里（160公里）長的客運鐵路至今，即南岸線。
- 佐治亞鐵路：由於佐治亞州政府要求，其未加入美鐵並維持200英里 (320公里)左右的客貨混編列車，提供客運服務直至1983年被兼併。
- 里汀鐵路：繼續運營從費城開往新澤西州紐瓦克，賓夕法尼亞州伯利恆和波茨維爾的客運列車。里汀公司於1876年併入聯合鐵路（Conrail），至伯利恆和波茨維爾的列車於1981年取消，剩下的線路縮短至新澤西州特倫頓市。隨後客運業務由“宾夕法尼亚州东南地区交通局（SEPTA）”接管成為SEPTA一部分。
- 岩島鐵路：岩島鐵路認為維持五年客運業務的損失要小於加入美鐵的花費，故繼續保留兩對旅客列車：“皮奧里亞火箭號”和“四城火箭號”，但長度均比以前縮短，1978年停駛。
- 南方鐵路：保留四條線路，包括南方新月號。由於虧損被迫於1979年放棄全部並轉交美鐵。美鐵最終保留新月號。
- 丹佛和格蘭德河西部鐵路：保留原“加州和風號”丹佛至猶他州奧格登之間的區間客運業務，命名為格蘭德河和風號。該線為美國最後的長途私鐵列車，最終於1983年停運並交給美鐵。美鐵保留該線為新加州和風號一部分。

### 彩虹時代（美鐵第一個十年）

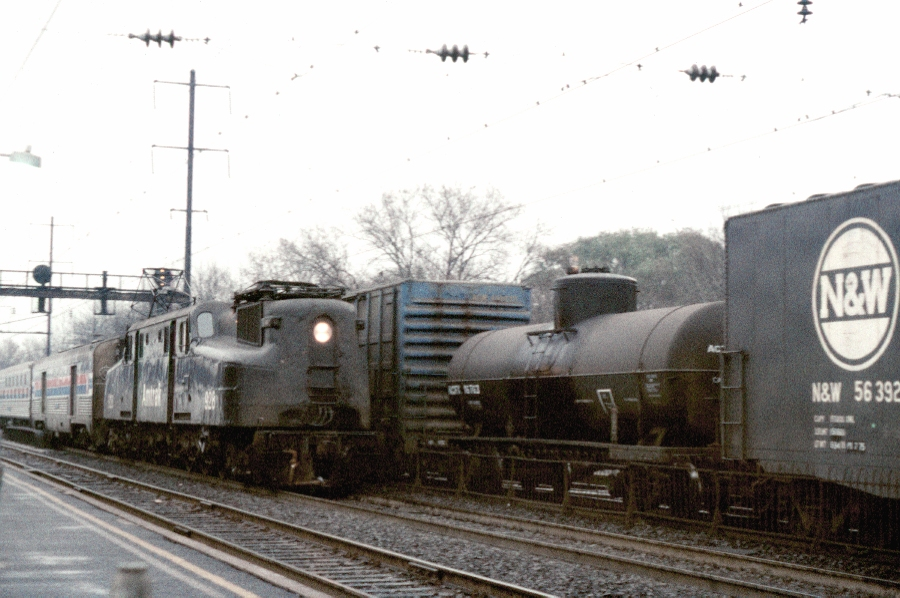
美鐵#928，原屬賓夕法尼亞鐵路GG1型電力機車，正通過新澤西州北伊麗莎白車站，攝於1975年12月

#### 成立之日
1971年5月1日，美鐵正式宣告成立並投入運營。:234美鐵接管了當時全美26家大型鐵路公司中的20家的客運業務。私鐵向美鐵提供車輛、器材和車站，美鐵則免除了私鐵客運義務，以及提供部分普通股。在成立初期，美鐵並不擁有車輛、路軌和路權，美鐵租用私鐵線路運營客運車輛。

#### 線路合併
美鐵成立伊始，便對現有的鐵路客運網絡進行重整，車輛和設施得到修繕和更新。美鐵幾乎削減了一半的列車車次：原共有364次旅客列車，僅有182對保留。保留下來的列車基本沿用舊名，列車時刻表也做最小的改動以免帶來不便。

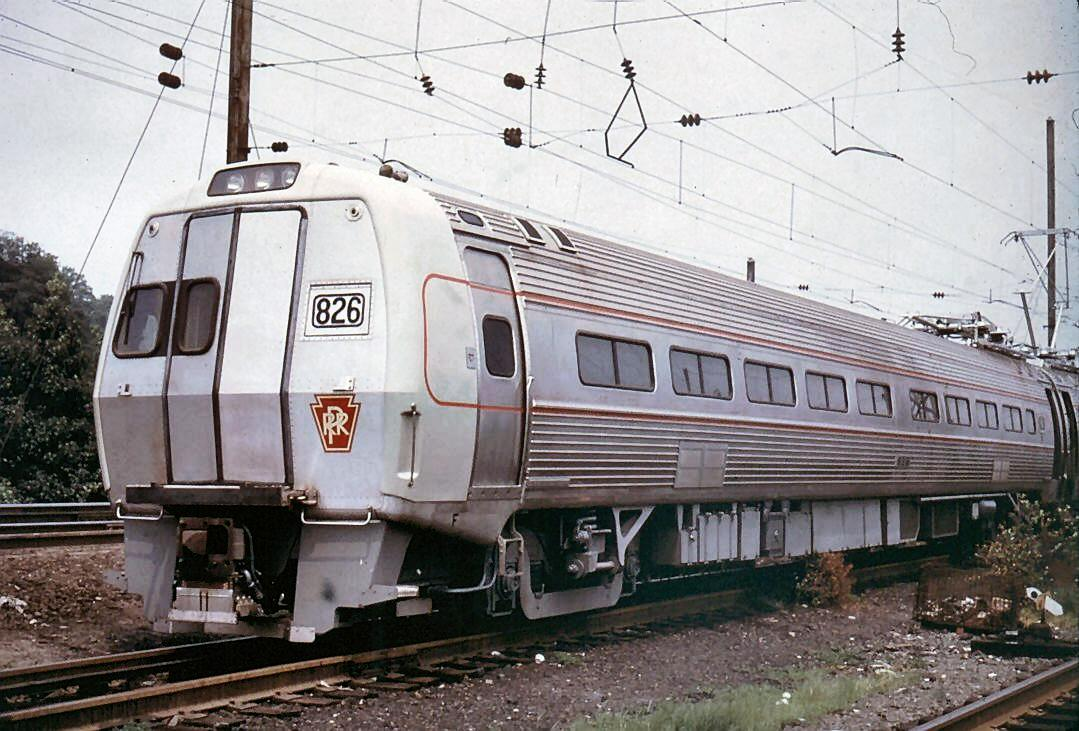
原賓夕法尼亞鐵路所有的“城際列車”，巴德公司製造，攝於1968年

原本許多繁忙的交通線路只剩下了貨運列車，客運完全中止。如紐約中央鐵路的水平線路連接紐約和俄亥俄的線路，及“大西部干线鐵路”（Grand Trunk Western Railroad）芝加哥和底特律之間的線路。雖然湖岸特快不久後重新在“水平線路”上運營，但班次已大大地減少。稀少的客運班次給調度帶來很大困擾，東向開往弗吉尼亞州纽波特纽斯的詹姆斯·惠特科姆·萊利號列車往往要延長近19小時。
美鐵接收的車站也參差不齊，部分車站年久失修情況堪憂，另一些則是在鐵路客運鼎盛年代建立的聯合車站，雖然氣勢宏偉，但維護耗資不菲。此外，隨著客運班次、旅客流量減少，龐大的車站以全無必要，美鐵接手後隨即開始車站的整理。在芝加哥，原有七大總站（聯合車站、西北車站、拉塞爾街車站、朗道夫街車站、迪爾伯恩車站、大中央車站和中央車站）的所有城際列車被整合到聯合車站始發終到。在紐約市，由於缺乏聯絡道，美鐵同時使用賓州車站到發前往新澤西州的列車，大中央車站到發前往上紐約州的列車。直至1991年帝國聯絡線的竣工，所有城際列車改由賓州車站到發。
在許多城市由於客流原因美鐵被迫放棄使用宏偉的聯合車站，轉而新建簡易車站替代。這些城市如辛辛那提、聖保羅、水牛城、堪薩斯城、克利夫蘭、休斯頓和聖路易斯。由於站房設施狹小簡陋，常被嘲笑為“美國棚戶”（Amshack）。但近年來美鐵已重新啟用許多老聯合車站，如辛辛那提聯合車站和堪薩斯城聯合車站。

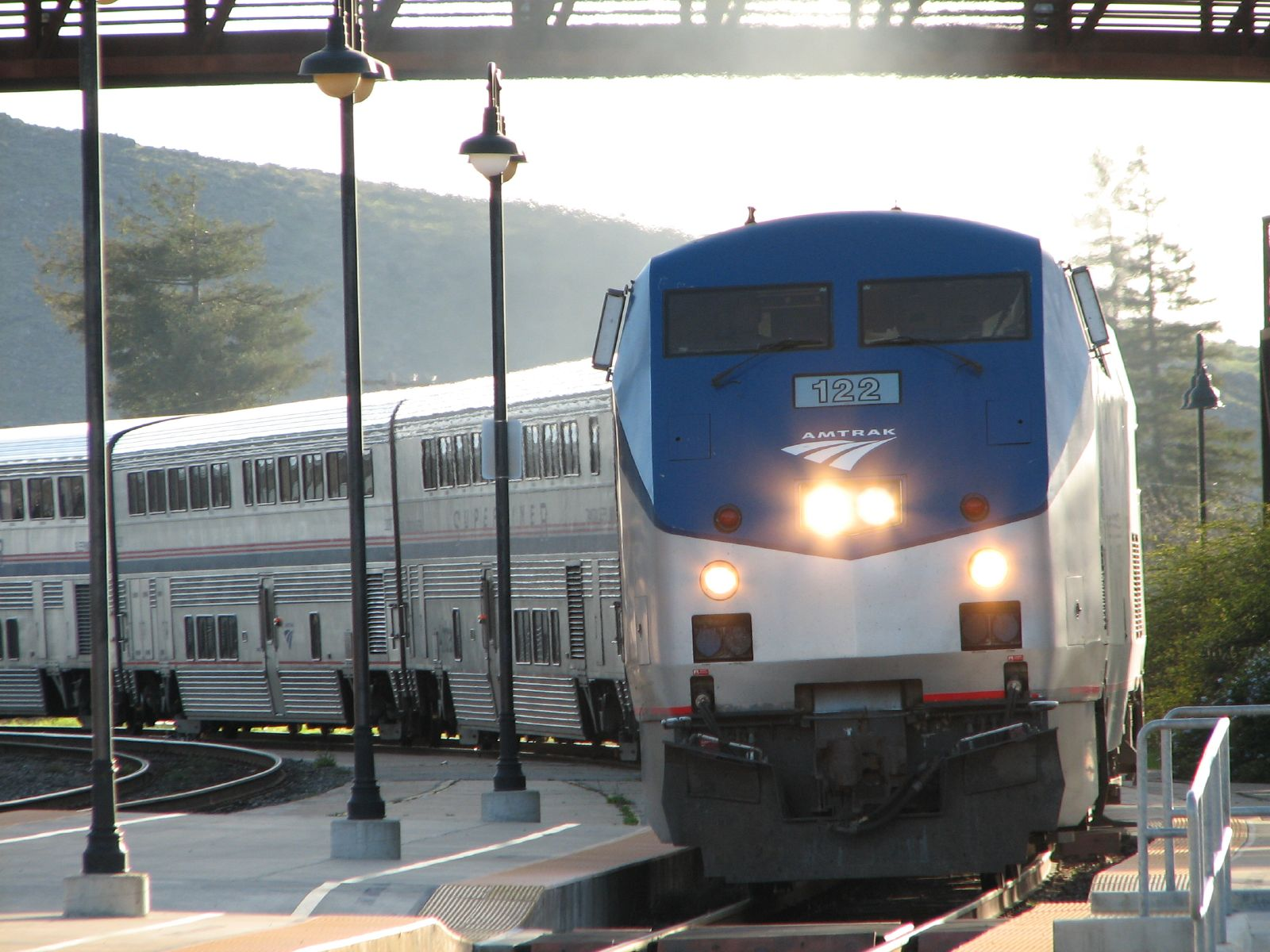
海岸星光號 位於加利福尼亞州聖路易斯奧比斯波站

在某些地區，美鐵的整合起到了有益的作用。美鐵將原西海岸的三趟列車合併成海岸星光號，在洛杉磯和西雅圖之間往返。從馬薩諸塞州春田至紐黑文市的路線（“內地支線”）亦被整合編入東北走廊。“北岸海華沙號”為芝加哥前往西北海岸地區第二條線路，密爾沃基至聖路易斯的“亞伯拉罕·林肯號”和“草原州號”投入運營。
若不計海岸星光號，美鐵開行的第一條新線是“蒙特利爾人/華盛頓人號”（現名佛蒙特人號），於1972年9月29日開行。列車行經的“波士頓和緬因鐵路”及“加拿大國家鐵路”自1966年後即無客運列車行駛。第二條新線是“帝國綫”，從紐約市沿“帝國走廊”線至奧爾巴尼和尼亞加拉瀑布城。該線路在1960年代即被紐約中央鐵路放棄。

#### 東北走廊歸屬權
美鐵成立後不久，即有機會獲得路權。1970年代早期，賓州中央鐵路及其餘數家大型鐵路公司相繼破產，其所有的東北走廊線（Northeast Corridor, NEC）歸屬權尚未明朗。各大都會區附近線路被各州政府接收用於通勤鐵路和捷運。1976年國會通過《鐵路復興和管理改革法》，並主導了“聯合鐵路”的建立。該法律同樣許可將東北走廊線非各州政府所管轄的一部分交由美鐵。1976年4月1日，美鐵擁有了大部份東北走廊線的路權（馬薩諸塞州境內線路由馬薩諸塞聯合體擁有，美鐵負責管理；紐黑文市至新羅謝爾市段為紐約大都會運輸署所有；紐黑文線為康涅狄格州交通廳所有）。
東北走廊線是美鐵“皇冠上的寶石”，為美鐵帶來了可觀的收入。東北走廊線上運行的列車上座率遠較其餘線路高，線路維護和運轉成本也較高，聯邦政府財政投入逐年增加。其餘一些非貨運的線路也劃歸美鐵所有。但在東北區域以外，美鐵幾乎不擁有任何路軌，列車運行在各私鐵線路上。

#### 時代總結

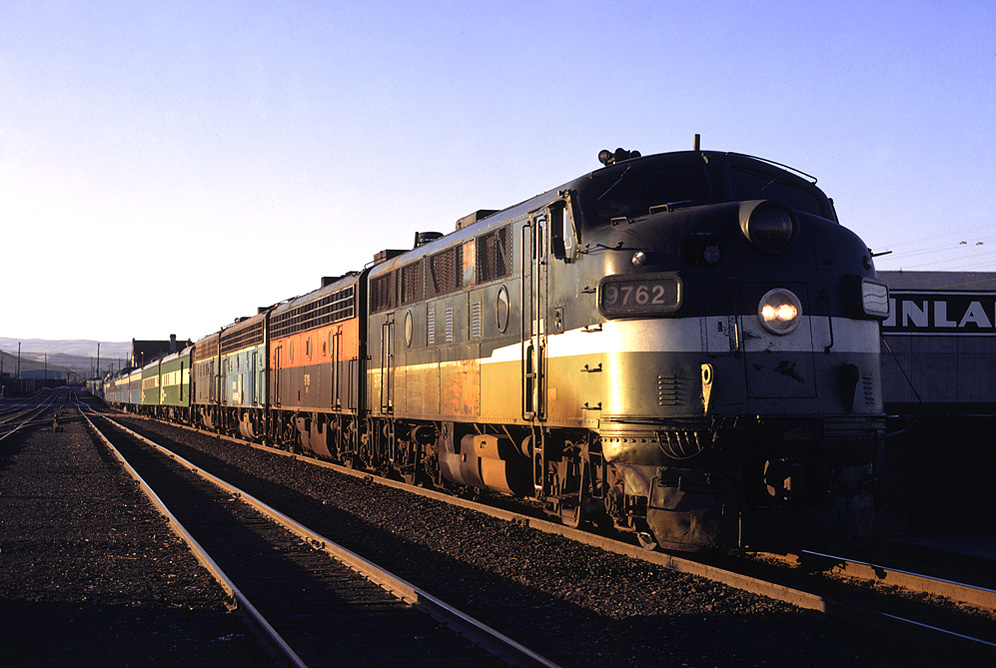
1971年7月，一輛伯靈頓和北方鐵路所屬EMD F3型機車牽引北岸海華沙 進入華盛頓州亚基马車站。在此時期，美鐵車輛和機車仍然保持私鐵各色塗裝，故被稱為“彩虹時代”

美鐵第一個十年，並未像一些人預想的一樣實行財政獨立、自負盈虧，直至今天這個目標尚未實現。但美鐵為美國鐵路客運走出低谷期的確做出了不可磨滅的貢獻。在同一時期，競爭對手汽車業和航空業亦經歷了一系列打擊如燃油價格上漲、罷工等，鐵路運輸重新受到人們的關注和重視。美鐵年客流量從1972年的1660萬上升到1981年的2100萬。

#### 出處
美鐵的第一個十年常被稱為“彩虹時代”，得名於該時期美鐵使用各私鐵所有的機車和客車。這些車輛仍保留各自五花八門的塗裝和私鐵標誌，導致這一時期美鐵並沒有獨立和統一的塗裝。1971年中期開始，美鐵開始向私鐵收購各種二手機車和車輛，包括了286台EMD E型和F型柴油機車，30台GG1型電力機車，以及總計1290節客車，同時美鐵還繼續向各大私鐵租用機車。1975年起，美鐵還是在其擁有車輛、新購置車輛上逐步採用統一塗裝。至1980年前期，基本完成統一。

### 1980年代和1990年代

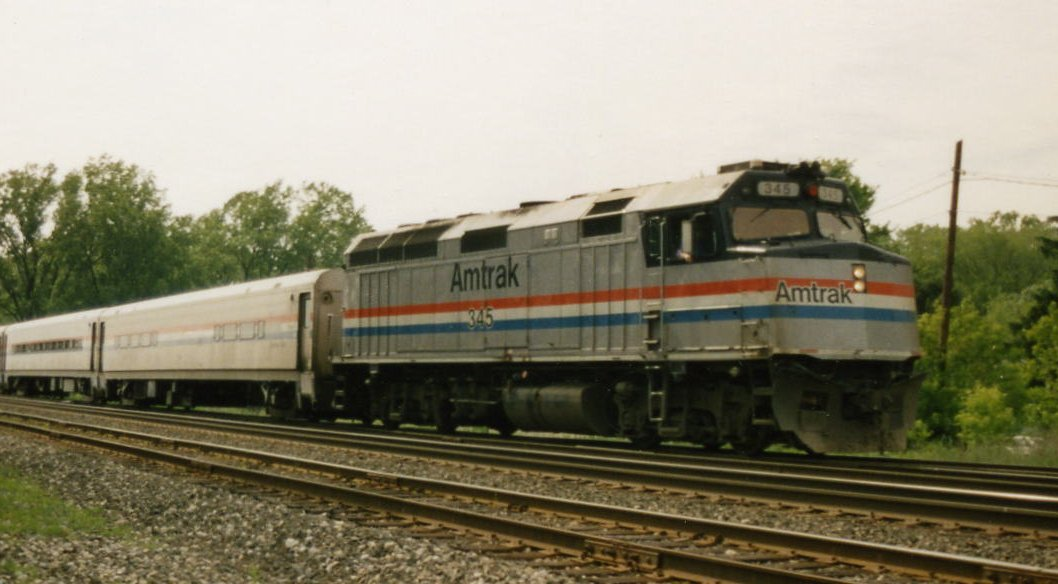
1993年，一輛由EMD F40PH型機車牽引的美鐵列車從芝加哥開出前往密歇根州，在印第安納州波特區間運行。機車仍保持了早期的“3型”塗裝

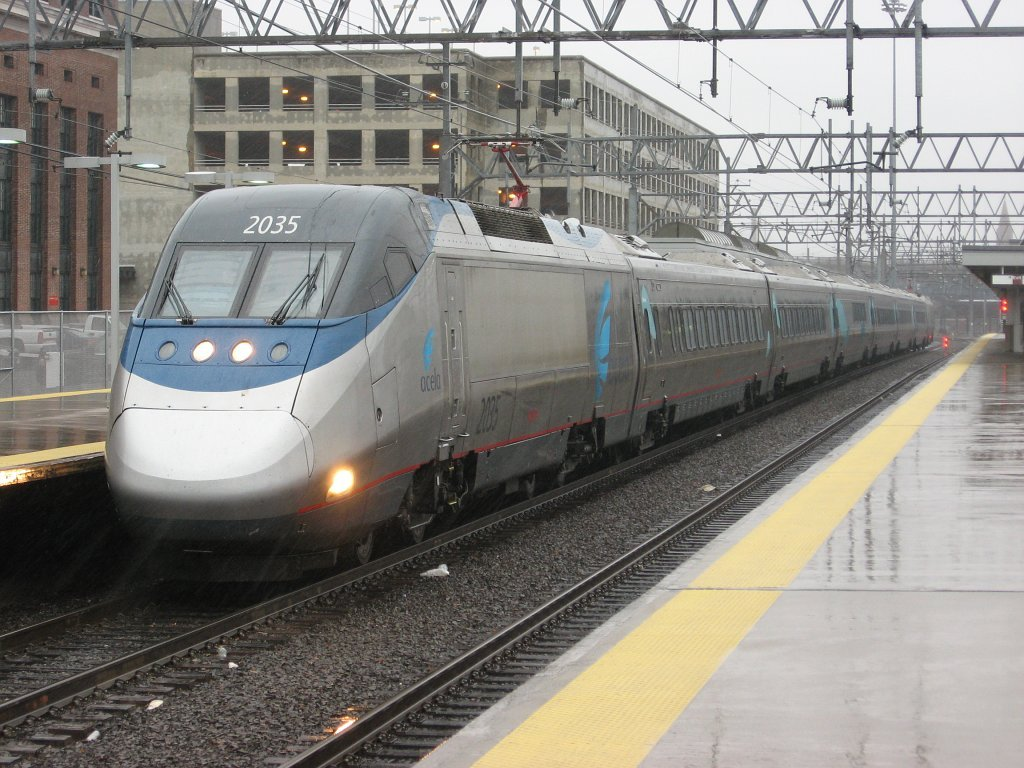
美鐵高速列車阿西樂特快停靠在紐黑文聯合車站

1981年至2000年，美鐵年上座率穩定在2千萬人次左右，期間政府投資略有反覆，帶有不確定性。
1990年代，美鐵營運的目標仍是希望實現自負盈虧，然而同期，美鐵由於開支過大、盈利過少，政府投入不足而赤字嚴重。至1990年代中期，終於造成嚴重的資金危機。為解決這一困境，美國國會通過法案豁免美鐵部分稅收，並向美鐵一次提供資金實行“軟著陸”。
美鐵也通過改善對乘客的服務來提高上座率，並且試圖進入快遞運輸市場。但同樣面臨一系列公路快遞商的挑戰和擠壓。增開快遞業務也讓美鐵引以為豪的高速列車阿西樂特快運行速度變緩。

### 二十一世紀的美鐵
二十一世紀的第一個十年，隨著東北走廊線的投資增加、設備改善，以及同期燃油價格上漲，美鐵上座率逐漸提高。截至2011財政年度，美鐵連續八年刷新上座率紀錄，2010年9月30日至2011年9月30日共計運送3020萬人次旅客，每日開行列車300次，日均上座率約為8萬2千人次。
1990年代至21世紀初，美鐵快遞業務經營慘淡，客運亦不足以維持自身運轉，運營成本無法降低，未能實現自負盈虧的目標。因此2002年國會決定繼續向美鐵給予財政補貼，並且免除部分義務。
在這個時期，美鐵開始購進奇異公司創世紀系列機車，替換老式F40PH型。
美鐵領導大衛·剛恩（David L. Gunn）曾直面面對國會的質疑，其前任任內曾向國會保證美鐵在短期時間內會轉虧為盈，做到自負盈虧。剛恩則答辯道在美國如今經濟結構下，任何一種客運方式，都不可能完全脫離政府投入而獨立經營。高速公路、機場需要政府大量投資建設，並向乘客和汽車擁有者徵收公路稅、燃油稅和航空稅等稅收來維持，並偶爾會動用其他稅款补足差額。
在聽證會前，亞利桑那州參議員曾經向國會建議，停止向美鐵的一切補貼，讓其自生自滅。剛恩反問道是否能對服務於亞利桑那州的通勤航空公司取消一些政府援助。麥凱恩默然以對。
在剛恩時代，倍受爭議的美鐵快遞業務幾乎被取消，同時為了節省開支，部分維護工作被推遲進行，導致來了許多潛在的安全隱患。
亞歷山大·庫曼特（Alexander Kummant），2006至2008年為美鐵首席執行官，執掌全美鐵路客運，其反對將東北走廊的產權拆分給不同企業或者政府機構。他認為把東北走廊線拆分出售就像把國家公園的地皮賣給私人一樣荒謬，美鐵放棄東北走廊線所有權是不可想像的。同時，他還繼續向國會提出每年10億美元的資金補助。他認為和國會對其他運輸方式的補助相比，這一點根本微不足道。2011年美鐵提出關口計畫，在新澤西州建立一條高速鐵路試驗線，預計耗資135億美元。

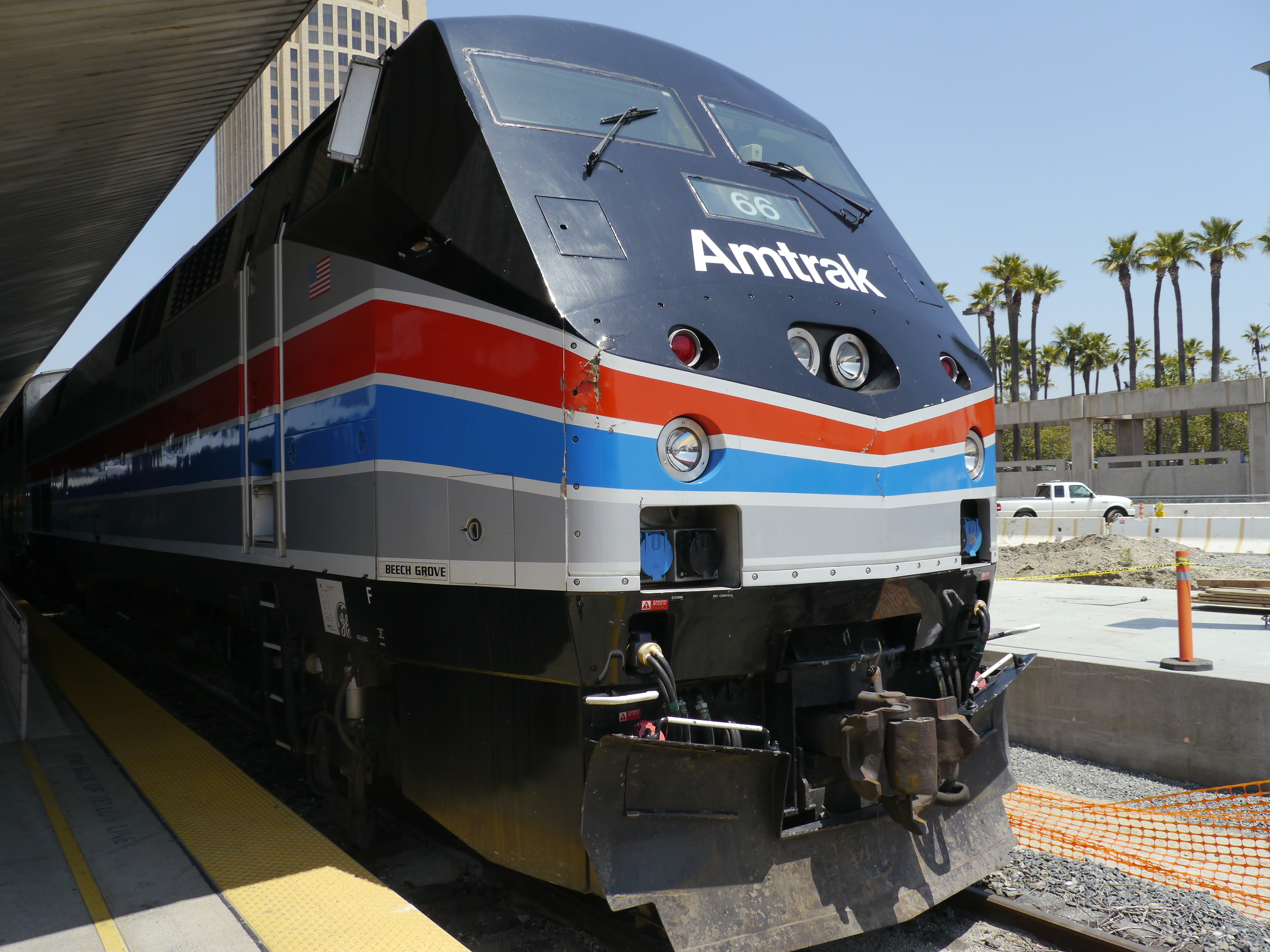
美鐵66號機車停靠在洛杉磯聯合車站。

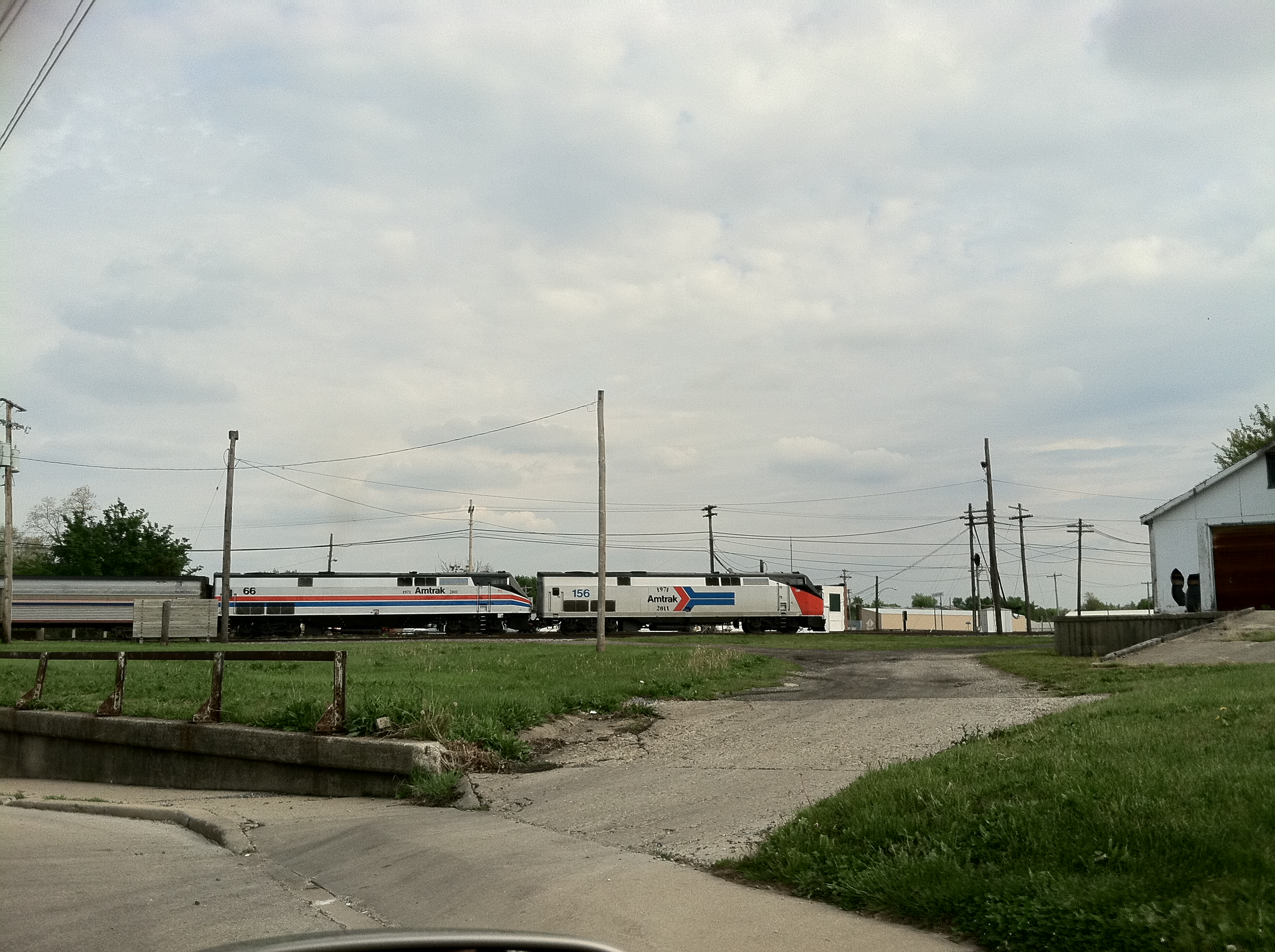
美鐵156號機車和66號機車重聯牽引列車位於蓋爾斯堡站。機車為四十週年紀念塗裝。

2011年5月至2012年5月，美鐵在全國歡慶成立四十週年，並將5月7日定位“全國鐵路節”。一本里程碑式的著作《美鐵：一部美國史》也出版發行。四台機車塗以“四十週年紀念塗裝”，並牽引列車在全國巡迴展出，共訪問了45個城市和街道，接待超過8萬5千名來訪者。列車由“創世紀”級機車牽引，含有三節聖塔菲鐵路公司行包車、一節餐車。所有機車均採用美鐵舊式塗裝：156號為1型塗裝，66號為2型塗裝，145號為3型塗裝，以及184號為4型塗裝。
首輛提供免費Wi-Fi的列車為2008年波士頓開往波特蘭的“東北人號”。2010年起“Acela特快”，2011年起“瀑布山脈號”也提供免費Wi-Fi服務。至2012年8月，東西海岸運營的多輛美鐵列車已有免費無線網絡。
2011年11月，美鐵在“東北人號”首度使用電子車票系統，至2012年7月30日，電子車票系統已在全路推廣。據美鐵方面宣稱，使用電子車票系統能“更精確的管理列車運營，了解等車旅客實際情況，方便列車管理。同時電子車票還有助於及早發現列車問題，以便車組在第一時間解決。電子客票同樣能簡化美鐵財務管理...”等等。

## 碳排放
2005年，美鐵列車的每公里人均二氧化碳排放量為0.116kg，和加拿大維亞鐵路接近，和兩人乘坐小汽車旅行相近。但是為英國鐵路的平均值兩倍，美國長途巴士平均值的四倍，芬蘭電氣化鐵路平均值及滿載50人的巴士的8倍，但僅為國內航班的三分之二。

## 領導人

### 歷任總裁
- 羅傑·路易斯（1971–1974）[65]
- 保羅·雷斯特拉普（1974–1978）[66]
- 艾伦·斯蒂芬森·博伊德 (1978–1982)[67][68]
- W·格拉罕姆·克雷多二世（1982–1993）[69]
- 托馬斯·唐斯（1993–1998）[70]
- 喬治·沃靈頓（1998–2002）[71]
- 大衛·L· 剛恩（2002–2005）[72][73]
- 大衛·休斯（代理）（2005–2006）[72]
- 亞歷山大·庫曼特（2006–2008）[74][75]
- 威廉· 克斯羅比（代理）（2008）
- 約瑟夫·H·波德曼（2008–2016）[76][77]
- Charles Moorman（2016–2017）
- 理查德·安德森（英语：Richard H. Anderson (businessman)）（2008–2016）
- William Flynn（2020–2022）
- Stephen Gardner（2022–至今）

### 美鐵領導人的政治影響

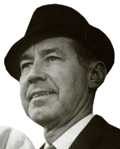
美鐵前任總裁W·格拉罕姆·克雷多二世

和美國其他企業不同，美鐵的主要股東和最大投資商只有一個：美國政府。和私人投資商類似，美國政府對投資同樣擔負責任，對美鐵投資數額及美鐵領導人的任命常常和政治需求密切相關。美鐵成立40餘年來，資本和資金投入起伏波動很大。
和私鐵時代相似，常常有無鐵路業背景者被提名入美鐵董事會。雖然給美鐵日常運作帶來不便，但美鐵常常會由於董事會成員的知名度和人脈獲得實際利益。例如，1982年，前美国海军部长、南太平洋鐵路總裁W·格拉罕姆·克雷多二世擔任美鐵總裁。克雷多商、法、政三棲，具備律師背景，年輕時曾做過美國著名法官勒恩德·汉德和最高法院大法官路易斯·布蘭戴斯的書記員。並且擁有豐富的鐵路業管理經驗，1963年其加入南太平洋鐵路，任副總裁，1967年任總裁，1977年退休。此外他還是美國政壇著名人物，從南太平洋退休後在卡特政府內擔任海軍部長、副國防部長、交通部代理部長等職務。
克雷多受美國交通部長德魯·路易斯和全國鐵道管理局局長羅伯特·佈蘭切特的囑託，臨危受命，擔負起將美鐵帶出經濟困境之責。雖然克雷多經常反對雷根政府對美鐵吝嗇的政策，但是1983年雷根任內上任的全國鐵道管理局局長約翰·萊利卻給予他極大的支持。克雷多是美鐵歷史上任職期間最長的總裁，在其12年任職期間，克雷多發揚人脈，在政府和鐵路工業界為美鐵爭取利益，帶領美鐵從危機中走出。由於經費有限，克雷多通過利用货币市场流通來使美鐵持續運轉。里根政府交通部長伊麗莎白·多爾也能對美鐵表示默許。
1990年代，克雷多時代之後，政治家仍然在美鐵中扮演重要作用。托馬斯·唐斯，曾負責華盛頓特區聯合車站計劃，接過克雷多的衣鉢擔任美鐵總裁。然而1997年，美鐵再次面臨財務危機。此時具有幾乎20年從政經驗的副總裁蒂姆·吉萊斯皮遊說國會，促使國會通過《納稅人減負法案》。該法案使得美鐵得到一筆23億美元的退稅，極大減輕了美鐵的經濟壓力。
1998年1月，成功度過危機後，喬治·沃靈頓續任美鐵總裁。沃靈頓曾負責美鐵東北走廊線的運營。然而沃靈頓和國會關係並不如他的前任。在其任上，美鐵支出過大，並且四處借債，很快便再一次陷入窘境。他試圖將紐約賓州車站抵押給紐約市以獲得借款，此舉被國會猛烈的抨擊，不久後，沃靈頓便離職。沃靈頓時代擔任副總裁的是1988年大選民主黨候選人邁克爾·杜卡克斯。他由克林頓總統任命擔任美鐵副總裁並兼任總監。
2002年4月，大衛·剛恩被推舉為美鐵總裁。剛恩以直率的性格和豐富的管理經驗深孚眾望。剛恩早年拒絕“政治任務”而使其和華盛頓特區交通署的領導們關係一度緊張，甚至一度和華盛頓特區眾議員、附近弗吉尼亞州和馬里蘭州法官發生矛盾。雖然其偶爾和政界及工會有矛盾，但仍然因為性格直率和領導才能獲得公眾認可。
每當國會質詢，剛恩有禮有據有節的做出回應。剛恩大膽改革公司架構，簡化管理層級，提高工作效率。因為在公司發展長期規劃上和董事會成員矛盾加深，2005年11月9日剛恩被解職，由美鐵首席工程師大衛·休斯出任代理總裁。當時公眾普遍擔心剛恩的離職會造成美鐵內部的分裂，所幸並未發生。2006年9月，亞歷山大·庫曼特正式出任美鐵總裁。
庫曼特於2008年11月14日提出辭職。美鐵董事會任命首席运营官威廉·克斯羅比代理總裁。2008年11月26日，原國家鐵道管理局局長約瑟夫·波德曼出任代理總裁一年。期滿後，美鐵董事會留任其為正式總裁。

## 資金來源
美鐵成立獲得了聯邦政府4000萬美元的直接資助，以及1億美元的聯邦政府擔保貸款，與來自其他單位和個人的資助。美鐵官方曾預計在1974年達到收支平衡，但希望落空。每年美鐵都從聯邦政府獲得大量資金援助，並且在1981年達到頂峰，當年政府財政支持金額為10.25億美元。在罗纳德·里根執政時期，聯邦政府對美鐵的資助額度下降了一半。1986年，政府撥款達歷史新低的6.01億美元，幾乎沒有資金用於設備改善和維護。
1980年代晚期至1990年代早期，美鐵營運規模稍有擴大，各項開支也隨之上升。然而聯邦政府並未相應的增加撥款額。美鐵被迫開源節流以維持運行。1995年，美鐵負債累累，已到了財政崩潰的邊緣。終於，聯邦政府於1997年向美鐵撥付52億美元用做未來五年的投資，以保證美鐵完成“阿西樂快線”計劃。美鐵官方估計該計劃的實施能使其擺脫困境，並在2003年實現收支平衡。然而在此時期，雖然美鐵財政狀況有所改善，但仍未實現扭虧為盈的目標。
2004年，財政困難迫使美鐵放棄了部分線路，並且重新開始推遲例行維護工作以節約資金。2004至2005財政年度，國會終於決定向美鐵撥付12億美元的財政補貼，比乔治·沃克·布什總統向國會請求的數額還要多出3億美元。2006財政年度，美鐵高層向國會申請18億美元的財政補助用於維護線路和保養車輛。在國會聽證會上，交通部總調查處的官員認為，若欲使美鐵保持現狀，必須在2006財政年度投入14億至16億美元，2007財政年度投入20億美元的財政補貼。2006年，美鐵從國會獲得14億，所需的剩餘資金需通過減少列車餐飲服務和降低臥鋪標準來節約。各長途列車餐車供應被簡化，餐車服務人員亦減少兩名。目前美鐵僅在“汽車列車”和“帝國建設者號”上提供完整的餐飲服務。2010年，聯邦參議院同意向美鐵撥付19.6億美元，然而只有其中10億美元准許用於高速鐵路列車。

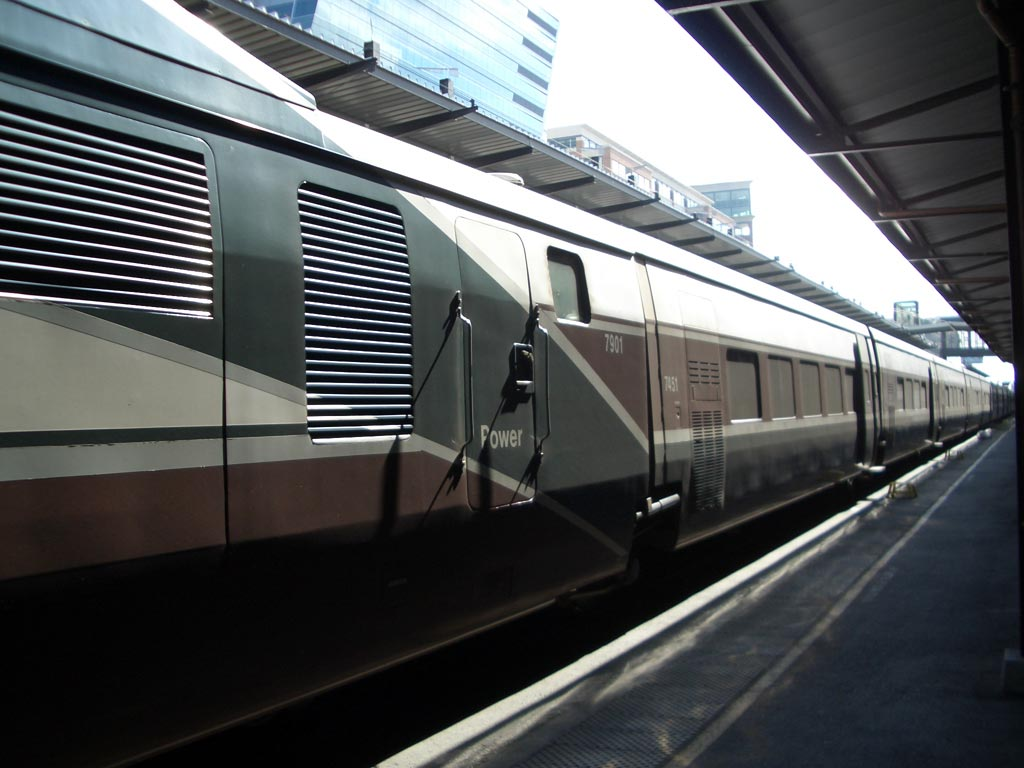
停靠在西雅圖國王街車站的“瀑布山脈號”，使用西班牙塔爾戈公司生產的擺式列車

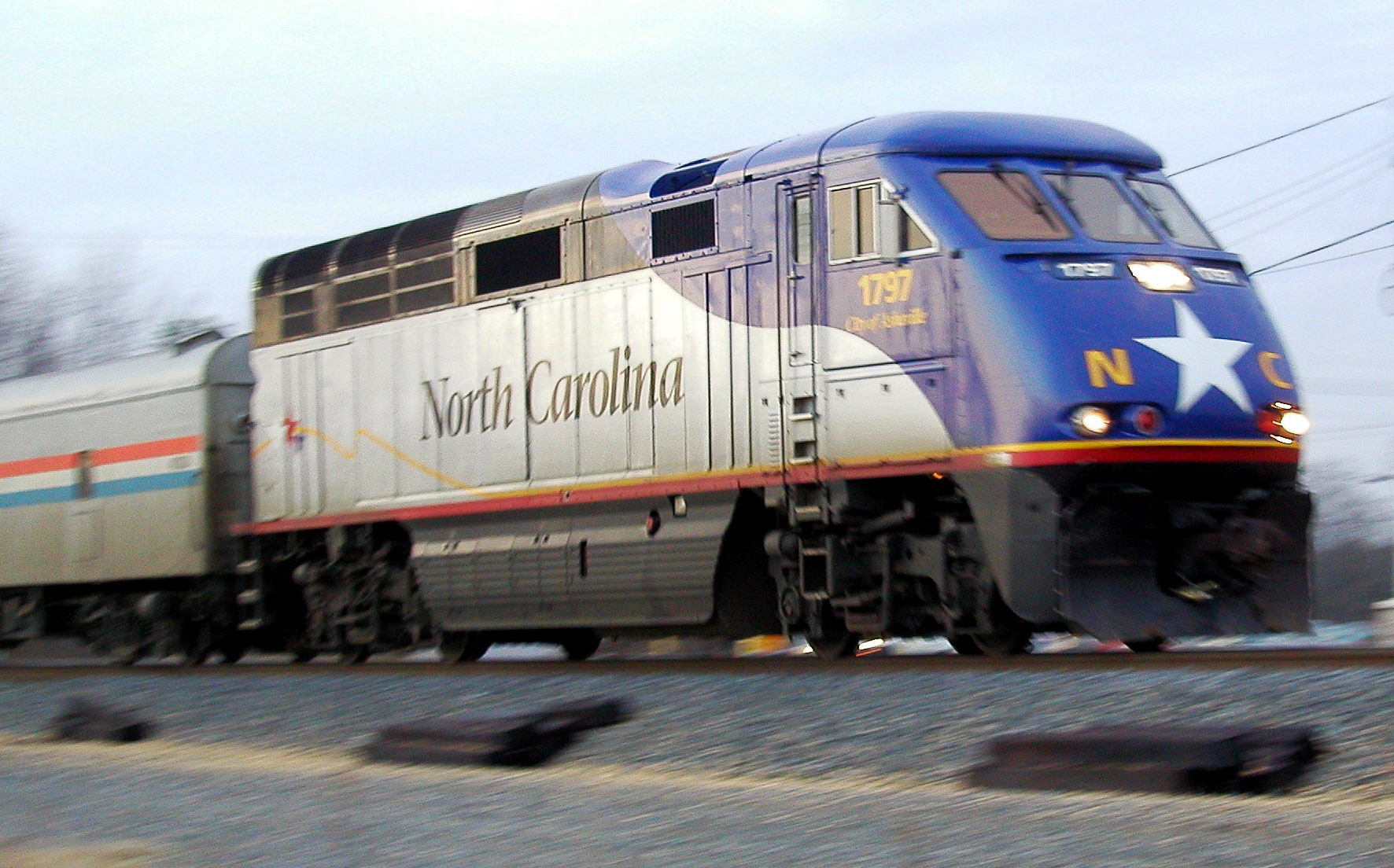
美鐵“皮埃蒙特號”在北卡羅來納州夏洛特附近運行。該列車由北卡州機車牽引，並在北卡交通廳所屬線路上運行

各州政府對美鐵亦有少量補助用於填補資金缺口。許多州政府機構和美鐵進行合作，利用美鐵網絡改善州內交通狀況。目前加利福尼亞州、賓夕法尼亞州、伊利諾伊州、密歇根州、俄勒岡州、密蘇里州、華盛頓州、北卡羅來納州、俄克拉何馬州、德克薩斯州、威斯康辛州、佛蒙特州、緬因州以及紐約州對美鐵有資助。此外，加拿大英屬哥倫比亞省亦向美鐵“瀑布山脈號”列車提供資源。
隨著2007年至2008年汽油價格上漲，美鐵客流量也創下歷史新高。美鐵客流量連續五年持續增長，地區線路在2003-2008年更是保持12%年增長率。2007年十月，參議院表决通過《鐵路客運發展和投資法案》，但被布殊總統行使否決權所否決。另一個相似的法案於當年6月11日以“否決權保護”機制獲得通過。同年9月12日，加利福尼亞州查茨沃斯鐵路事故後，國會迅速通過《鐵路安全發展法案》，並於10月16日由布殊總統簽署。在上述兩個法案保障下，美鐵將於2013年得到約26億美元的財政補助。

### 爭議
自從美鐵成立之日起，政府的財政支持就一直廣受爭議。批評家認為1971年美鐵成立是為了挽救各私鐵巨頭的利益，而並非為促進公共交通。美鐵既無法實現商業上的成功，又不能提供有價值的、優質的客運服務，僅僅是一個“移動的燒錢貨”。反對者認為應當終止政府投入，徹底終結鐵路客運，並將“東北走廊線”完全私有化。“搞一個'戀舊特快'（指鐵路客運）並不符合公眾利益”。此外，反對者還批評美鐵的能耗。雖然美國能源部一直評定美鐵運輸為最節省燃料的運輸方式之一。
支持者則認為，數十年來聯邦政府投入巨資給州際高速公路系統、美国联邦航空管理局、各機場和商業航空公司。是1950年代以來鐵路客運衰落的主要原因。此外，美鐵需向聯邦政府支付財產稅（通過各私鐵支付），而高速公路的稅務分攤至汽車擁有者中。支持者認為，這樣的情況不發生改變，美鐵只能在現有基礎上緩慢進步，而無法和公路及航空相競爭。
根據2008年6月路透社的報道，時任美鐵總裁亞歷山大·庫曼特曾估計，每年政府對高速公路的投資為100億美元，對FAA為27億美元，對郵輪旅遊業為80億美元以“改善郵輪旅遊的安全性”。對於人均值，政府對美鐵的人均年均投入為40美元，而對每輛汽車的年均投入為500至700美元用於高速公路。此外，美鐵必須保持一直路警隊伍以承擔安全保衛，而機場的安保完全由政府出資負責。庫曼特還說到：“以上估計甚至不包括聯邦政府、州政府對機場修築投入的巨資，以及為此單獨徵收的稅款、發行的融資等方面。”
然而根據交通部的統計數據，鐵路運輸和都會圈大眾捷運系統是接受補助最多的交通方式。雖然每年投入有所波動，但基本維持在年均100美元每千英里人次的等級（依照2000年美元購買力標準）。而航空業僅為25美元（商業航空業相比通用航空也更加少），長途巴士僅為4美元。對於公路運輸，每輛車繳納的燃油稅和各項費用相比財政投入甚至還有剩餘。政府對美鐵和航空業的投入相近，但每年航空業的營運總里程和人次大大超過了美鐵。這項估計並未考慮到其他成本如社會成本和收益，以及美鐵和航空業在安全性上的投入的不同。
來自美國卡托研究所的蘭道爾·奧圖爾認為，燃油稅和汽車各項費用高於政府對高速公路投資的原因是人們不僅僅在高速公路上開車，也在城市、鄉村及國道、州道上駕車。高速公路的各項開支並沒法完全由燃油稅來完成，燃油稅進佔聯邦州際高速公路成本的一小部份，以及各州公路的一小部份。在考慮到上述問題後，奧圖爾在其報告的第二頁寫道：“2006年，美國人共繳納了936億美元的燃油稅、過路費和其他費用，其中193億美元用於投入大眾公共交通系統和其他非高速公路項目，同時，各級政府（大部分為州政府）支出445億美元用於高速公路、其他公路和街道，高速公路淨投入為251億美元，折算成每千英里人次為10美元”。奧圖爾的報告引起了激烈的爭論，同年，美鐵僅獲得10億美元的補助，每千英里人次為220美元。
美鐵的支持者則認為，二十一世紀第一個十年進入尾聲時，徵收的“公路信託基金”費用並不足以擔負國家高速公路網的建設和養護費用。從交通部官方以及“全美各州高速公路聯合會”的報告中也看出，各級政府從普通資金中抽調補充公路信託基金的差額。2008財政年度為80億美元，2009財政年度為70億美元，2010財政年度為195億美元。

## 勞資糾紛
和歷史上各私鐵企業類似，美鐵也時常面臨一些勞資問題。在退休金的問題上，由於國會限制，美鐵員工被歸類為“鐵路員工”，並根據“鐵路工人退休系統”安排退休待遇。由於退休金的多寡是根據整個行業分配，而非員工個人工作量的多寡，有些組織如“全國鐵路客運協會”批評美鐵實際上給私鐵企業貢獻了1.5億美元的退休金。
最近美鐵的一些變動亦帶來勞資糾紛。1997年，美國國會解除美鐵不准雇傭集團外合同工（不屬於工會組織）的禁令，敞開了私有化的大門。從那時起，許多美鐵員工就缺乏雇傭合同。現有的最近的僱用合同為至1999年續訂而來。
由於美鐵行業特性，工會組織高度分散。美鐵目前共擁有14個工會，美鐵和這些工會共簽訂了24份合同。而多數其他行業僅存在一個工會，和雇主談判。要改變這種局面極為困難。前總裁庫曼特對工會採取了合作的態勢，並抵制了解雇美鐵工會員工，以非工會員工取而代之的私有化提議。
2007年末至2008年初，美鐵仍然遇到了一系列勞資糾紛，糾紛核心在那些員工應當享受醫療保險。糾紛並未得到妥善解決，總統布什宣稱使用“總統緊急事務委員會”解決此事。事態仍未有好轉，工會威脅2008年1月30日將進行罷工抗議。至1月中期，美鐵和一些工會已經達成協議，取消罷工。至2月底，整個糾紛以宣告結束，短期內沒有新勞資糾紛跡象。

## 個人武器運輸
2010年12月15日後，根據國會通過的《魏克爾修正案》，美鐵乘客可以合法托運個人武器。所有個人武器必須槍彈分離，並妥善的包裝，放置于托運行李中，並向美鐵工作人員申報。該修正案由美國步槍協會和參議員羅傑·魏克爾發起。

## 美鐵路線

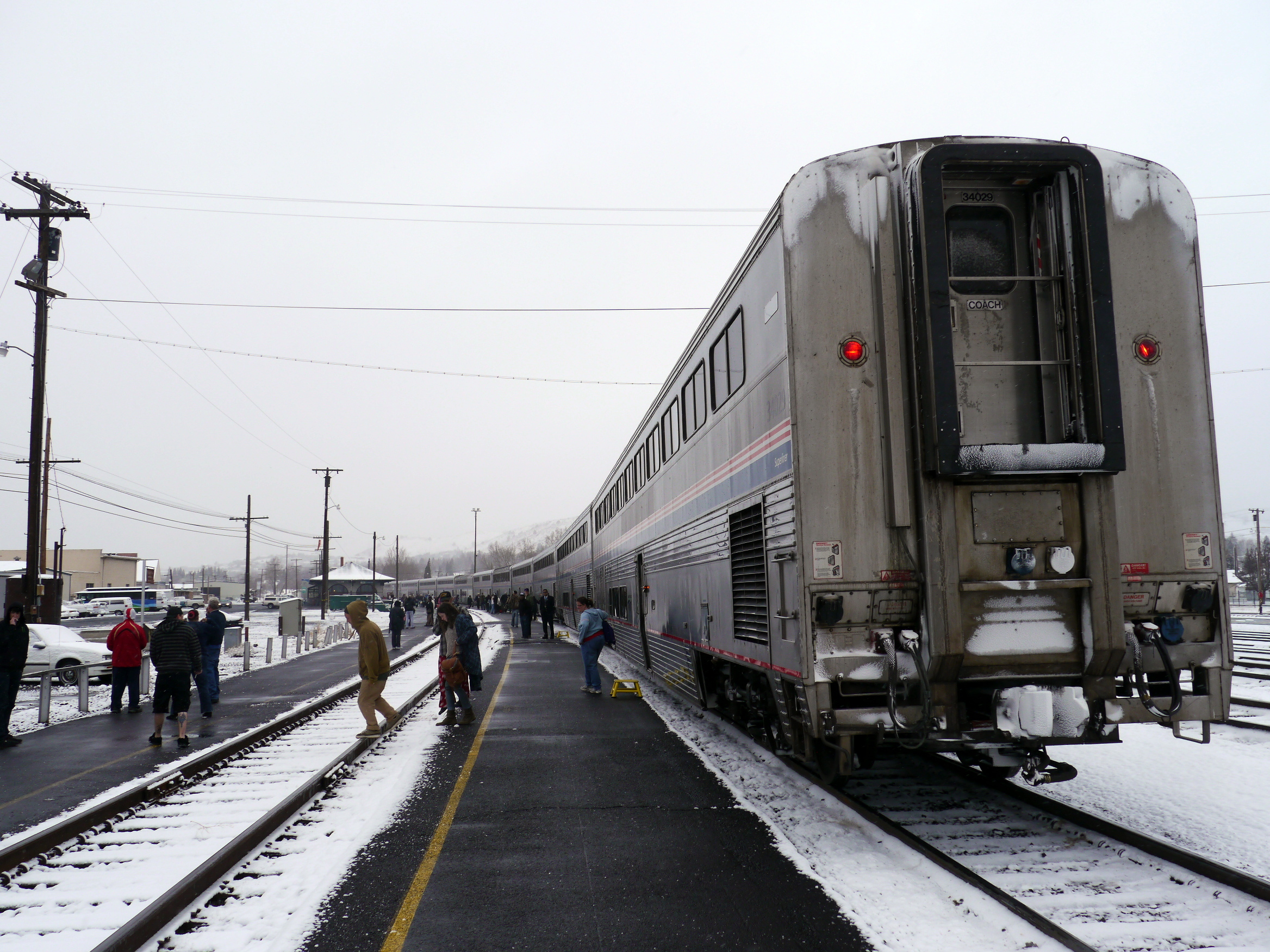
海岸星光號.

美國法律鼓勵但並未強制規定美鐵保持覆蓋全國的客運鐵路網。目前美鐵在美國大陸本土48州中46州開行有客運列車，南達科他州和懷俄明州沒有美鐵服務。東北走廊波士頓至華盛頓特區區間，以及費城至哈里斯堡線路使用電力機車，由架空電纜供電。其他區域則使用柴油機車。列車頻率也不一，洛杉磯至新奧爾良的“日落特快號”和芝加哥至紐約的“紅雀號”每週三班，而東北走廊上的列車每隔數小時即有一班，尤其在紐約至華盛頓區間最為頻繁。美鐵亦經營有美鐵巴士作為其線路的補充。此外，美鐵也擁有自己的保險系統。
美鐵最繁忙的線路為東北走廊線，“阿西樂特快”和“東北區域號”為運行在東北走廊上最顯著的兩次列車。東北走廊線溝通美國東海岸一系列大城市：波士頓、紐約市、費城、巴爾的摩和華盛頓特區，沿線人口稠密、經濟發達。據2011財政年度統計，東北走廊線客流量為1090萬人次，占美鐵全國客流量的三分之一。
加利福尼亞州亦有發達的美鐵客運線路。加利福尼亞州交通廳對美鐵予以資助，使之成為除東北走廊外第二大鐵路客運網，每年運送超過一百萬人次的旅客。據2011財政年度統計，“太平洋衝浪者號”、“聖華金號”、和“首府走廊號”共運送547萬人次。
美鐵最繁忙的六大車站中，有四座位於東北走廊沿線：紐約賓夕法尼亞車站（第一）、華盛頓聯合車站（第二）、費城三十街車站（第三）和波士頓南站（第六）。其他兩座為芝加哥聯合車站（第四）和洛杉磯聯合車站（第五）。
美鐵線路同時以車次數和名稱來命名列車。列車名稱常常繼承舊名，或者根據歷史、風土人情、當地特色等命名。每日開行一對，或隔日開行列車只擁有一對車次號，而每日開行多對的列車則擁有多對車次號，（如“阿西樂特快”和“首都走廊號”等）。東向或北向列車使用偶數，南向或西向列車使用奇數，但有存在例外，如“太平洋衝浪者號”。這是因為繼承原私鐵的編號之故。

### 15條最繁忙的美鐵旅客列车線路

#### 西海岸
- 太平洋衝浪者號：聖路易斯-奧比斯保-圣芭芭拉-洛杉磯–聖迭戈
- 首府走廊号：沙加缅度–奧克蘭–聖荷西
- 聖華金號：奧克蘭–斯托克顿–贝克斯菲尔德／沙加缅度–史塔克顿–贝克斯菲尔德
- 瀑布山脈號：溫哥華–西雅圖–波特蘭–尤金
- 海岸星光號：西雅圖–洛杉磯

#### 中西部
- 海華沙號：芝加哥-密爾沃基
- 帝國建設者號：芝加哥–圣保罗–西雅圖／波特蘭
- 林肯綫：芝加哥–聖路易斯
- 狼獾號：芝加哥–底特律–龐蒂亞克

#### 東部/東南
- 銀星號：紐約市-羅利–坦帕–邁阿密

#### 東北地區
- 東北區域號：波士頓／春田–紐約市–費城–巴爾的摩–華盛頓特區–維吉尼亞州數個城市終點（里士滿、林奇堡或紐波特紐斯，根據具體列車班次各有不同）
- Acela特快：波士頓–華盛頓特快
- 拱心石号：哈里斯堡–費城–紐約
- 帝国服务号（英语：Empire Service (Amtrak)）：尼亞加拉瀑布城–布法罗–奥尔巴尼–紐約市

### 燃油效率
相比航空和公路交通，美鐵在每公里人均燃油效率要高30-40%強。各路線的運輸效率和使用機車、運營速度和上座率有關。東北走廊線上的電氣化機車可以利用再生制动減少制動時能量損耗，燃油效率比柴油機車牽引的列車高出不少。美鐵同樣在安全性上佔優勢：
| 交通方式 | 每公里人均成本 | 每公里人均燃油消耗 | 每億公里人次死亡率 | 可靠性 |
| 國內航空 | 13.0¢          | 2,931 BTUs         | 0.02 人            | 76%    |
| 巴士運輸 | 12.9¢          | 2,656 BTUs         | 0.05 人            | N/A    |
| 美鐵列車 | 30.7¢          | 1,745 BTUs         | 0.03 人            | 83%    |
| 自駕車   | N/A            | 3,501 BTUs         | 0.8 人             | N/A    |

美鐵列車和國內航班有不同的準點率計算標準。對於航班，在時刻表時間延遲15分鐘內抵達即為準點。美鐵列車準點率和里程有關，短途列車 (250英里以內)需在時刻表時間延遲10分鐘內抵達，列車運行旅程越長，標準越低；大於551英里 (887公里)的長途列車可以放寬至時刻表後30分鐘。

### 交通接駁

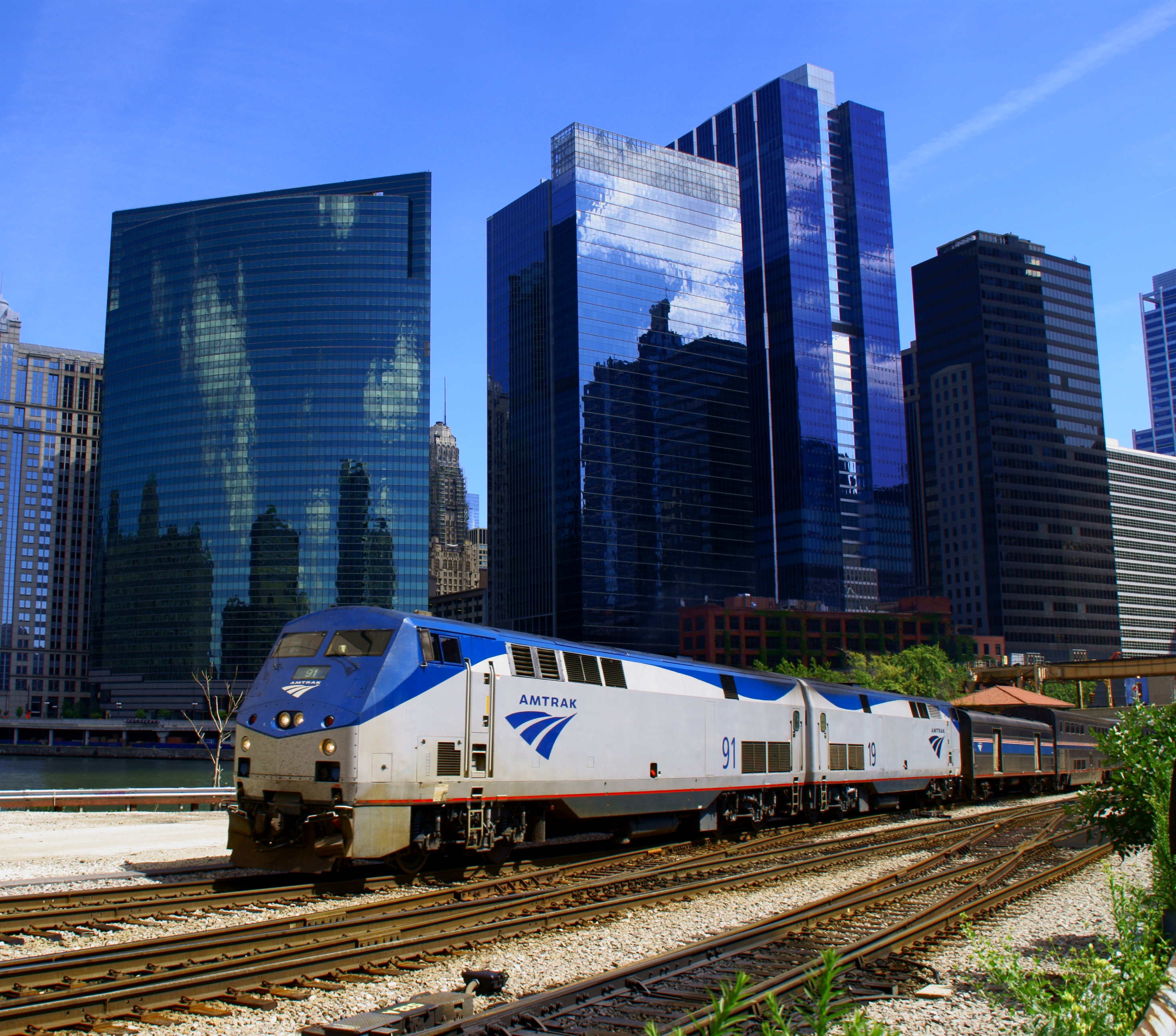
北向開出芝加哥市區的“帝國建設者號”。美鐵在芝加哥聯合車站和Metra通勤列車，芝加哥河水上巴士以及芝加哥捷運相接駁。

美鐵列車在許多主要車站和其他交通方式接駁。和航空運輸不同，絕大部份美鐵車站位於城市的市區，和當地公共交通、巴士、捷運接駁十分方便。此外美鐵還於美國联合航空實行班號共用，開行從纽瓦克自由国际机场至費城三十街車站、威尔明顿、斯坦福、紐黑文聯合車站的列車。同時美鐵亦有經由密爾沃基、奧克蘭、伯班克和巴爾的摩機場的列車。
美鐵巴士為美鐵下屬長途巴士服務。許多美鐵線路中止後，改由巴士取代。在加利福尼亞州，美鐵巴士亦有密集的路線網。

### 美鐵系統中的空白
在東北走廊線以外的區域，美鐵在公共交通中的份量很低，主要和汽車競爭客運市場。2004財政年度，美鐵客流量為2500萬人次，而同期航空客運客流量為7.12億人次。

#### 鐵路客運規模縮減
自美鐵成立之日起，就對全國鐵路客運運營圖進行了大規模的刪改。成立前共364次列車，僅有182次保留在新運營圖中。共有46州開行有美鐵列車：
- 阿拉斯加州鐵路獨立於全美鐵路網之外，由阿拉斯加鐵路管理客貨運輸至今。
- 夏威夷州鐵路亦和美洲大陸不相聯結，其客運在1947年即終止。
- 南達科他州鐵路客運原由密尔沃基铁路承擔，客運線被廢止。
- 緬因州最後的客運鐵路波士頓和緬因鐵路在1967年停止客運，故美鐵未能繼承任何緬因州線路。

#### 服務變化
2010年，仍有四個州沒有美鐵列車通行，除上文阿拉斯加州、南達科他州和夏威夷州外：
- 緬因州於2001年起有列車“東北人號”開行。
- 懷俄明州由於1997年美鐵線路調整，不再有美鐵列車通過。

然而，有不少州僅有少數偏遠地區有列車通過，美鐵並不服務於主要城市，如愛達荷州和肯塔基州。許多中西部或南部中心城市，每日僅有一對甚至數日一對列車經過，如亞特蘭大、丹佛、辛辛那提、休斯頓、印第安納波利斯和明尼阿波利斯。
除此之外，在美國本土外：
- 阿拉斯加州鐵路由阿拉斯加鐵路公司負責營運，至今仍保留客運列車。阿拉斯加鐵路網和美國本土目前僅通過鐵路輪渡實現聯繫。
- 夏威夷州在瓦胡島上有一條高架通勤鐵路[115]，即天際線，於2023年正式開通。

#### 路權之爭
從美鐵成立之日起，就面臨和各私鐵公司競爭鐵軌使用權的問題。若私鐵打算放棄一段線路，則行經這段線路的美鐵列車則被迫改道，導致運行時間延長，甚至會造成線路取消，而美鐵對此情況並無發言權。至成立至今，有多條線路因路權之爭而改變甚至放棄：

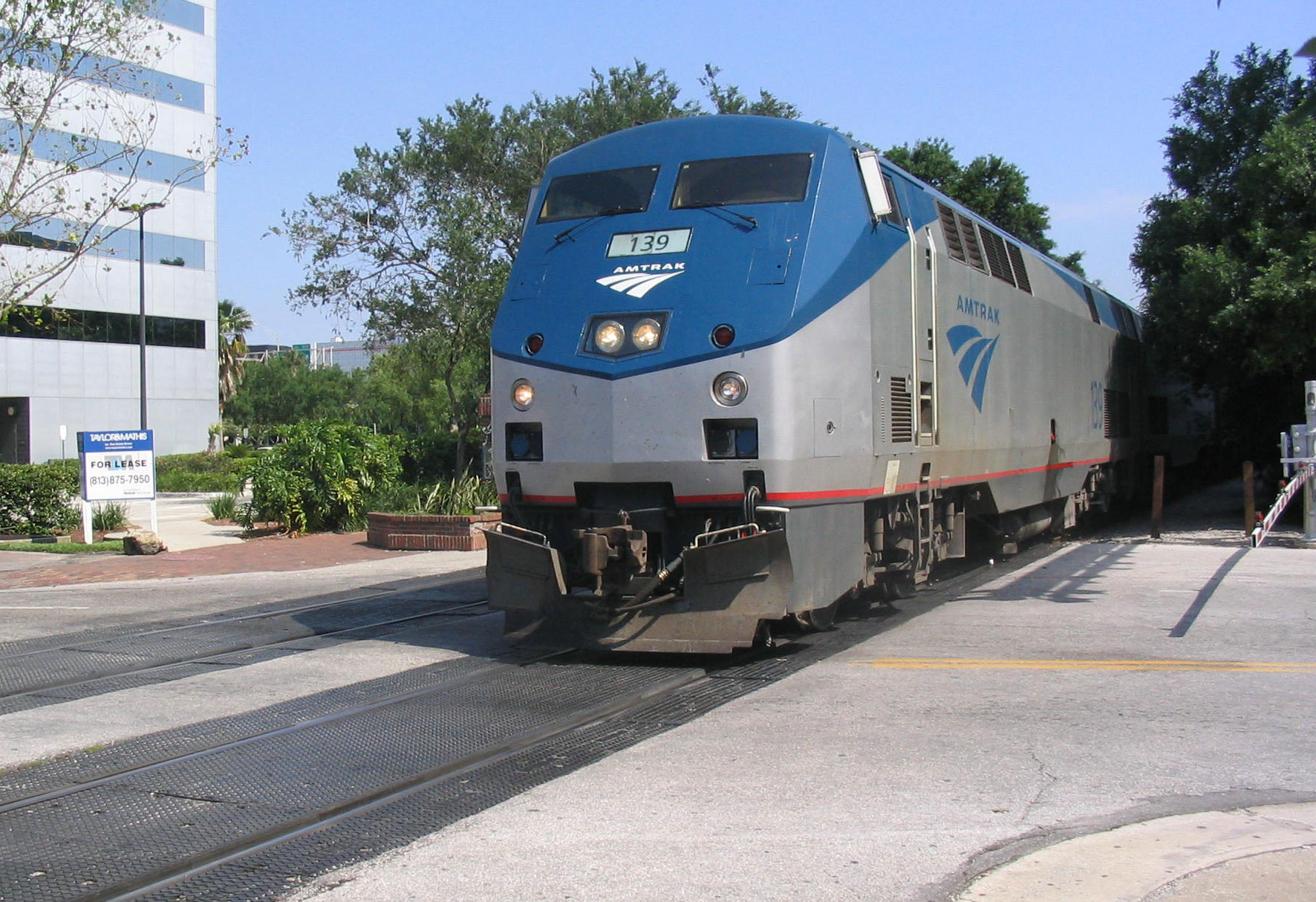
美鐵列車正開進佛羅里達州奧蘭多車站

- 1983年，原紐約開往佛羅里達州聖彼德斯堡的“銀色流星號”和“銀星號”列車被迫縮短至坦帕市，其原因是美鐵無法承受支付給海岸線鐵路公司架設在坦帕湾上開閉橋的維護費。

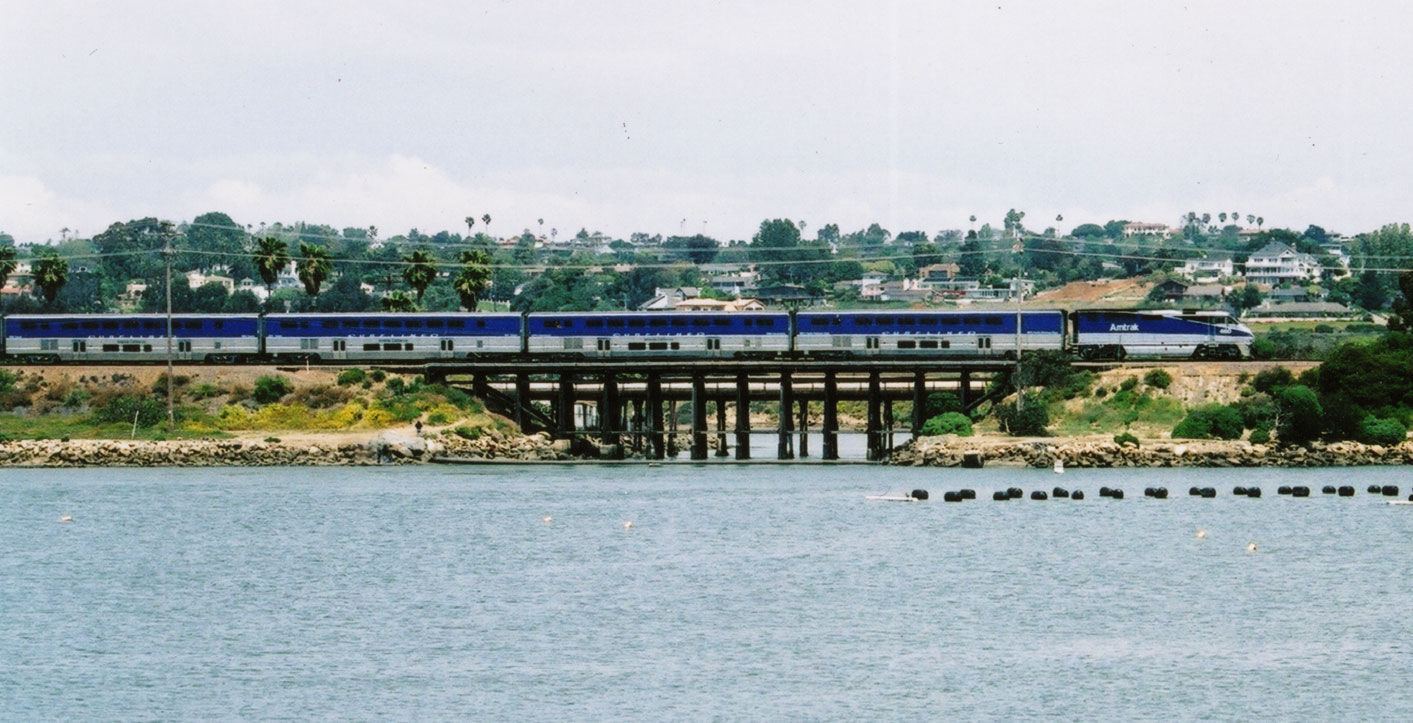
“太平洋衝浪者號”列車

- 1997年，聯合太平洋鐵路放棄通往亞利桑那州鳳凰城的鐵路。美鐵“日落特快號”被迫改道停靠在以南37英里的马里科帕市，前往鳳凰城的旅客必須轉乘巴士。
- “聖華金號”原計劃從洛杉磯經由加利福尼亞腹地開往北加利福尼亞州薩克拉門托和奧克蘭。然而聯合太平洋鐵路以“蒂哈查皮關鐵路線路過於繁忙”為由拒絕美鐵使用該線路，使得“聖華金號”不得不於洛杉磯以北的贝克斯菲尔德中止。洛杉磯旅客只能搭乘美鐵巴士前往贝克斯菲尔德市，需要9個小時方能完成全程。在未來加利福尼亞高速鐵路計劃中，將建立新線穿越蒂哈查皮關，屆時將有望重開洛杉磯和中加利福尼亞腹地的鐵路客運。
- 原經過底特律市區越過底特律河前往加拿大多倫多的客運列車亦被改道，其原因是河底隧道的運營商向美鐵要求過高的使用費用。2001年，底特律開往加拿大的列車被迫改道，在美國境內經戰鬥溪、蘭辛、芬林市、休倫港跨越聖克萊爾湖抵達加拿大境內薩尼亞市，並最終抵達多倫多。目前美鐵該線路在加拿大境內段已經停運，鐵路旅客需在加拿大薩尼亞或溫莎市換成維亞鐵路列車。

#### 資金縮減

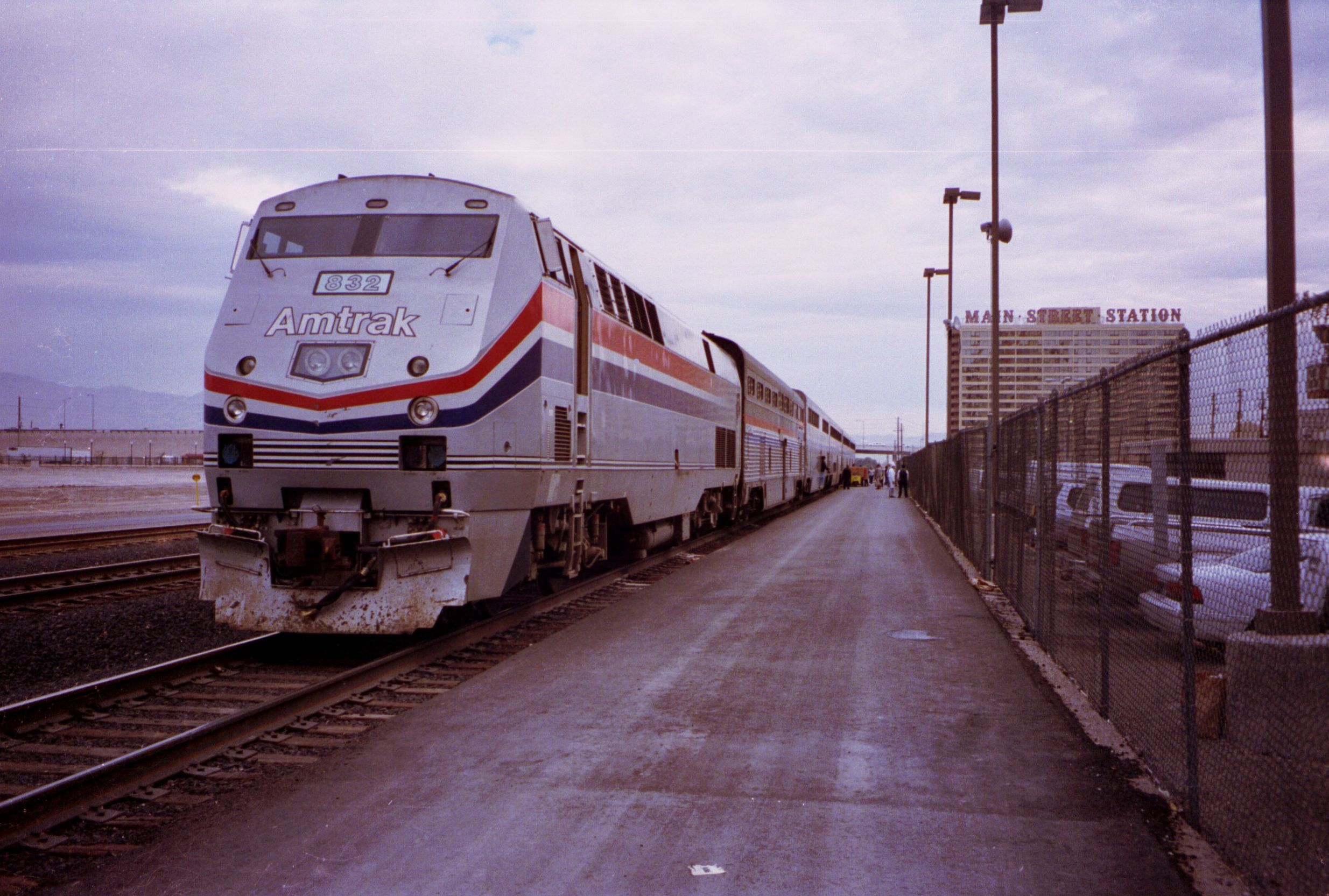
“沙漠之風號”停靠在拉斯維加斯車站，該線路於1997年停運

1971年以來，由於資金縮減，許多美鐵列車在運行數年後也不得不停運：
- “國家特快號”，從紐約、華盛頓特區開往堪薩斯城，途徑匹茲堡、哥倫布、印第安納波利斯和聖路易斯。1979年停運。停運後，芝加哥成為聯結東部地區和西部地區鐵路客運的唯一交通樞紐。
- “北岸海華沙號”，從芝加哥經明尼蘇達州，北達科他州至西雅圖。是“帝國建設者號”的互補線路，但線路偏南，1979年停運。
- 1979年，從芝加哥開往佛羅里達州邁阿密的“佛羅里達人號”停運，從此中西部地區不再有直達列車前往佛羅里達地區。溝通肯塔基州路易維爾和佛羅里達州桑福德的“汽火車”亦於1981年停運，前往佛羅里達州的乘客必須在東海岸主要城市搭乘“銀色流星號”或“銀星號”列車。美鐵經濟狀況好轉後，“自動列車號”於1983年復駛，但僅保留終點位於維吉尼亞州洛頓的支線。
- 1985年，從明尼阿波利斯-聖保羅開往明尼蘇達州北部湖港城市杜魯斯的“北方之星號”停運，由美鐵巴士取代。
- 1995年，從紐約經費城開往新澤西州大西洋城的“大西洋城特快號”停運，由新泽西公交公司開行通勤列車取代。
- 1997年，從芝加哥經鹽湖城開往內華達州拉斯維加斯的“沙漠之風號”，從芝加哥經鹽湖城開往華盛頓州西雅圖的“先鋒者號”同時停運，拉斯維加斯和愛達荷州博伊西結束所有鐵路客運。同時，也不再有列車經由懷俄明州。
- 2003年，從芝加哥開往肯塔基州路易維爾的“肯塔基紅雀號”停運，由縮短至印第安納波利斯的“印第安納州號”取代。路易維爾結束所有鐵路客運業務。
- 2004年，“東北區域號”全程行駛“東北走廊線”正線，不再經過“紐黑文-哈特福德-春田”區間。美鐵在該支線上開行“區間車”以方便乘客接駁。
- 2005年，紐約至芝加哥的“三河號”（原“百老匯特快”）停運。但紐約和芝加哥之間仍保留兩對列車。其中“湖岸特快號”路線較“三河號”偏北，使用原紐約中央鐵路的路軌。
- 2005年，受颶風卡特里娜的影響，原從佛羅里達州奧蘭多開往加利福尼亞州洛杉磯的“日落特快號”被迫停止東段部分線路運營，東部止於新奧爾良。雖然CSX鐵路公司已於2006年修復路軌，但美鐵由於資金問題和私鐵協商未成，至今仍未恢復全線運行。

#### 近年來美鐵和私鐵路權之爭
- 據2010年8月《火車雜誌》披露，美鐵“西南酋長號”列車曾面臨來自BNSF公司的困境。BNSF公司欲放棄科羅拉多州拉洪塔至新墨西哥州拉米的貨運線路。而此線路正好為“西南酋長號”所經由。BNSF通知美鐵，若美鐵欲在2010年1月1日後繼續使用該線路，則必須負擔全部的養路費用。此外，BNSF欲將拉洪塔至堪薩斯州哈欽森的線路降級，從原79mph等級鐵路降級成30mph等級，如若美鐵希望維持原有速度等級，超出的維護費用將由美鐵承擔。BNSF表示，若美鐵不願擔負費用，可以將線路修改至經有堪薩斯州威奇托、威靈頓、德克薩斯州阿馬里洛至新墨西哥州克洛維斯。然而美鐵表示將支付BNSF全部費用以維持路線圖不變。[116]
- “帝國建設者號”北達科他州的三個停靠站也處於存廢關頭。2010年8月《火車雜誌》報道，由於加拿大拒絕美國向加拿大國境排泄湖水，導致湖水逐年上漲並有淹沒附近路軌的危險。為此，BNSF公司已經放棄了魔鬼湖至彻奇斯费里的線路。美鐵必須承擔全部養護費用。北達科他州議會拒絕接受法戈至米諾特之間的運行線路更改的建議，並且準備籌集資金幫助美鐵維護路軌。[116]

### 可靠性、列車班次和客流

#### 準點性

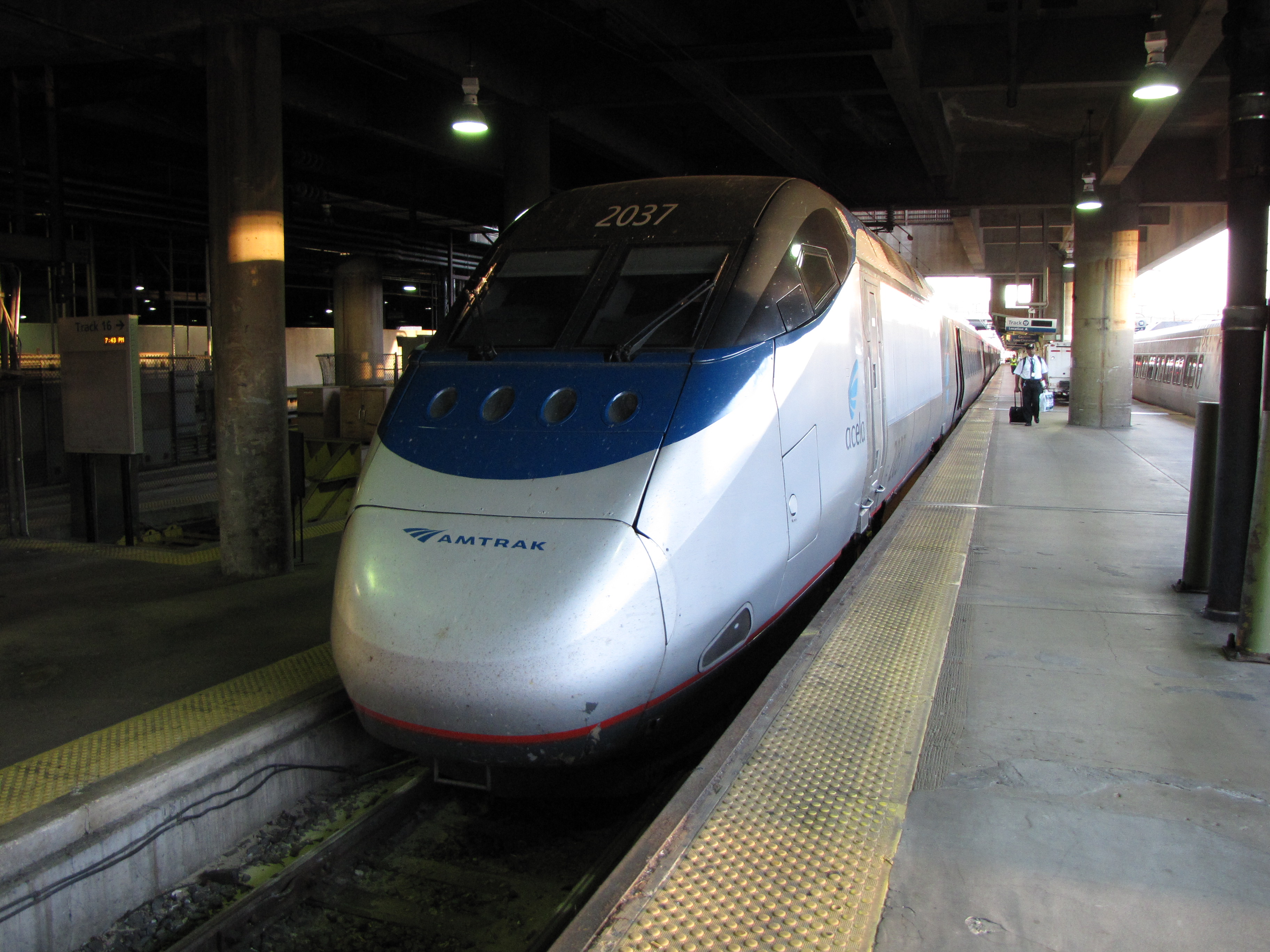
美鐵高速列車阿西樂特快停靠在華盛頓特區聯合車站

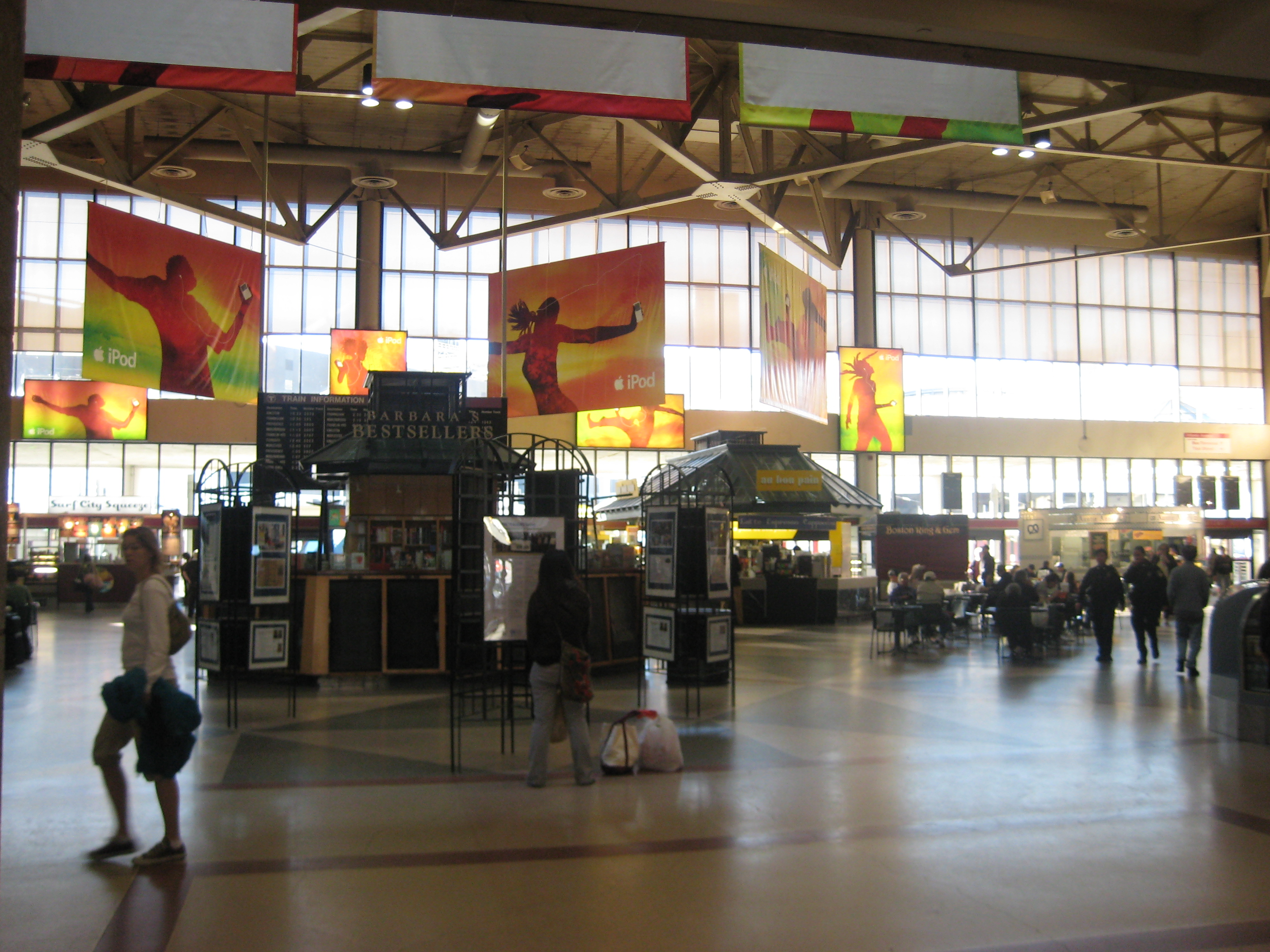
馬薩諸塞州波士頓南站，當地主要交通樞紐。多班次美鐵城際列車和马萨诸塞湾交通局所屬的通勤列車在此交匯

1971至2022財政年度美鐵上座率統計

東北走廊線以外的區域，美鐵列車運行極大的依賴各大私鐵公司。
根據聯邦法規，各私鐵必須給予美鐵客車較高等級，優先安排美鐵列車通過。但是這項規定並未得到嚴格執行。美鐵指責一些私鐵為了自身利益拖延美鐵列車，常常讓美鐵列車在側線等待貨運列車，造成經常性晚點。2008年，交通部對此事展開調查，並出台了更嚴格的規定。很快，美鐵準點率從2008年的74.7%上升到2009年的84.7%。行駛在私鐵線上的長途列車受惠最大：“密蘇里河奔跑者號”列車準點率從原11%提高到95%，“德州之鷹號”從22.4%上升到96.7%，原美鐵系統中準點率墊底的“加州和風號”也由5%上升到78.3%，有了極大改善。美鐵列車準點率改善同樣和各大私鐵自1988年開始的不景氣，貨運列車開行數量變少有關。

#### 列車班次數量
美鐵各列車每週，每日開行班次不一，參見美國國鐵客車列表。

#### 客流量
下表為各財政年度美鐵客流量表（1971–2010）:).
| - 1971: 6,450,304（5月至10月） - 1972: 15,848,327 - 1973: 16,958,056 - 1974: 18,670,319 - 1975: 17,269,000（其中10月至12月數據為估計值） - 1976: 18,046,136 - 1977: 18,961,876 - 1978: 18,922,652 - 1979: 21,406,768 - 1980: 21,219,149 - 1981: 20,609,944 - 1982: 19,042,325 - 1983: 19,038,563 - 1984: 19,943,075 - 1985: 20,776,091 - 1986: 20,327,909 - 1987: 20,414,614 - 1988: 21,496,303 - 1989: 21,363,271 - 1990: 22,186,300 - 1991: 22,062,425 |  | - 1992: 21,345,247 - 1993: 22,065,869 - 1994: 21,837,626 - 1995: 20,726,490 - 1996: 19,605,398 - 1997: 20,190,450 - 1998: 21,094,165 - 1999: 21,508,699 - 2000: 20,992,485 - 2001: 21,812,224 - 2002: 21,669,207 - 2003: 22,333,180 - 2004: 23,362,729 - 2005: 24,031,170 - 2006: 24,306,965 - 2007: 25,847,531 - 2008: 28,716,407 - 2009: 27,167,014 - 2010: 28,716,857 - 2011: 30,186,733 - 2012: 31,240,565 |  |  |

### 乘客獎勵計劃

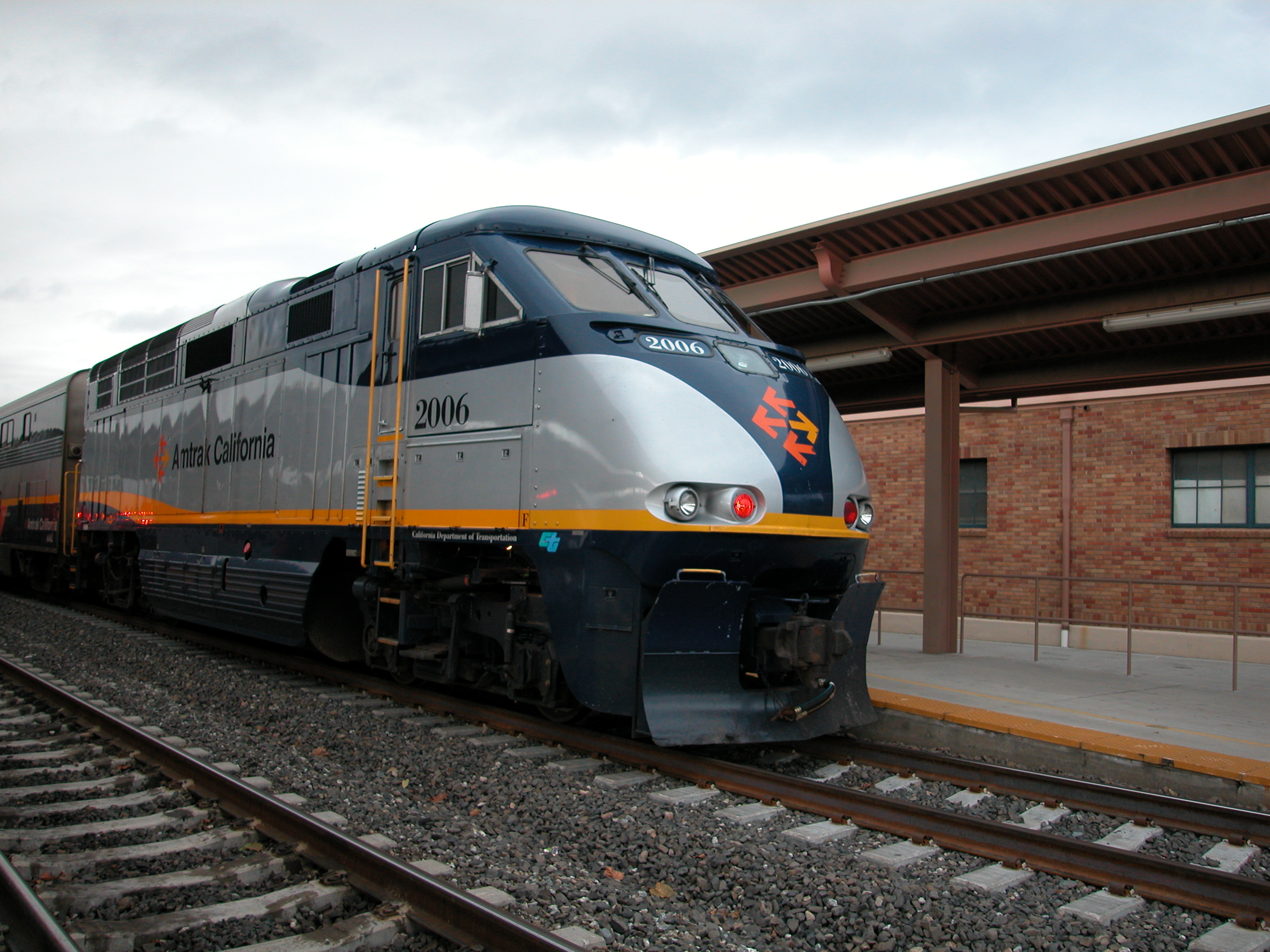
EMD F59PHI型柴油機車，用於“首都走廊號”和“聖華金號”。該機車由加利福尼亞州交通廳擁有

和商業航空公司的飞行常客奖励计划類似，美鐵亦有乘客獎勵計劃。乘坐美鐵列車或參與其他活動可積累點數。點數累計到一定數量時可以享受折扣車票或其他優惠。

### 美鐵貨運
美鐵快遞（代碼：AMTK、AMTZ）在全美約100個城市提供小件物品快遞業務。美鐵還在許多車站提供車站至車站的遺體運輸服務，在一些小站，喪葬承辦人必須親自將遺體運上或運下火車。2004年以前，美鐵也承擔美國郵政署部分快件的運輸，但因盈利甚微已經取消。在美鐵所有各線路上，有時亦有私鐵貨運列車運行。

### 通勤鐵路
雖然美鐵主要服務的對象是長途城際客運，但在東西海岸，亦有不少乘客搭乘美鐵列車通勤。美鐵和加利福尼亞州（“南加州城際鐵路”）、康涅狄格州（“東岸線”）、馬里蘭州（“馬里蘭區域通勤鐵路”）和華盛頓特區的通勤鐵路均有共站，以方便轉乘。據估計美鐵每年服務約6100萬的通勤人次。
美鐵在加州運行的“首都走廊號”、“太平洋衝浪者號”和“聖華金號”受加州交通廳資助額遠超聯邦政府。

## 艙等（席位）級別
和航班類似，美鐵列車有多個等級席位，票價也不相同。

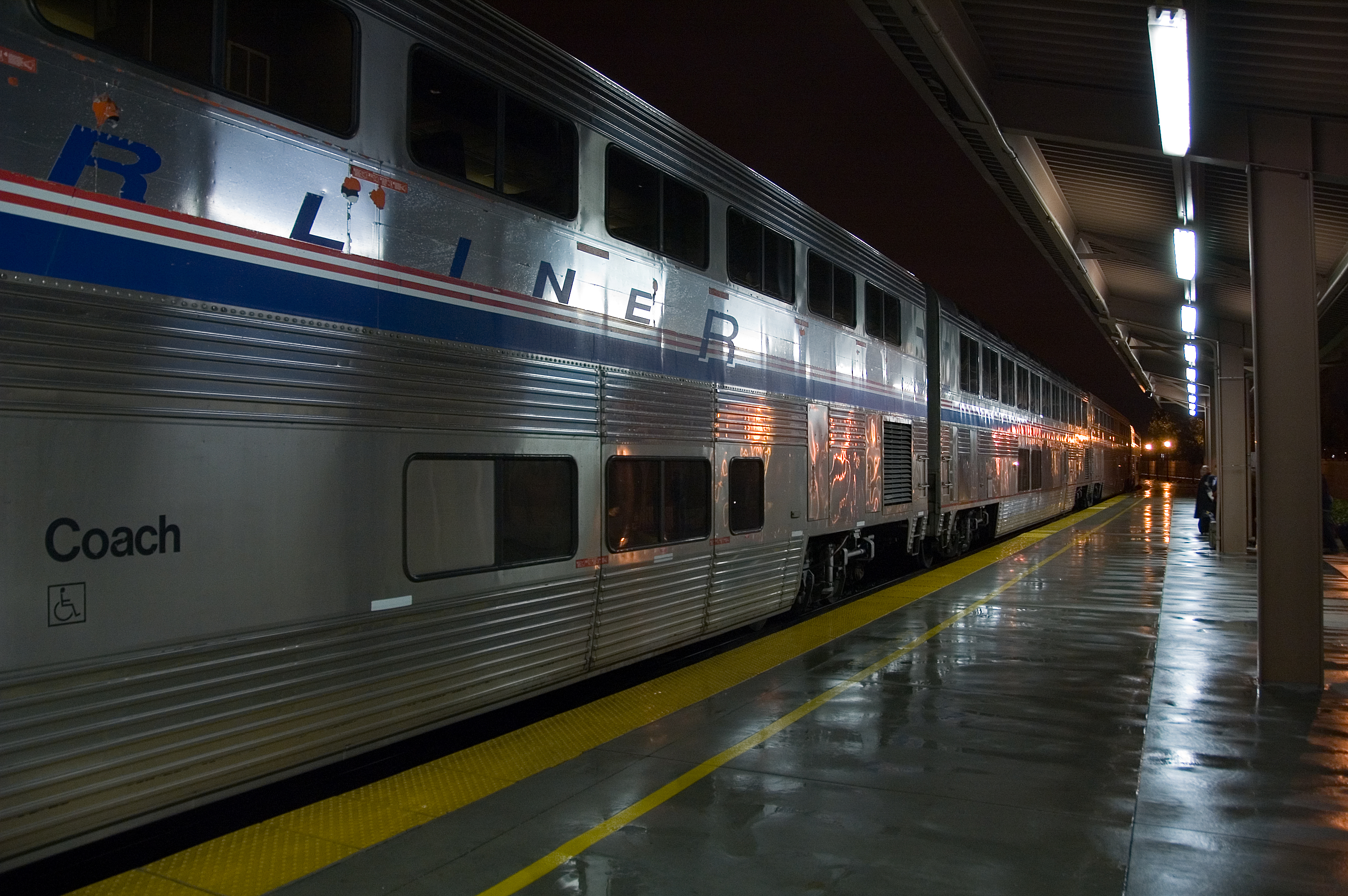
美鐵雙層豪華客車，常用長途線路，東北地區由於多處隧道淨空受限而鮮見

### 頭等艙
目前美鐵僅在阿西樂特快上擁有頭等艙，原“東北區域號”和“城際列車”（已於2006年停運）亦有此艙等，現已取消。
頭等艙有多種座位排列方式：單座、單座具桌、雙座、雙座具桌和無障礙座位。票價包含了一餐飯和飲料服務，以及免費報紙和毯子。頭等車廂為1X2佈局，每車廂有兩名乘務員。
頭等艙的乘客可在“阿西樂餐車俱樂部”（ClubAcela lounges）內候車（僅限於大型車站如華盛頓特區、費城、紐約和波士頓），內有舒適的沙發、會議室、網絡、有線電視，並且提供飲料和單獨的取、驗票服務。在費城車站和華盛頓特區車站，有專屬驗票上車通道。

### 臥鋪

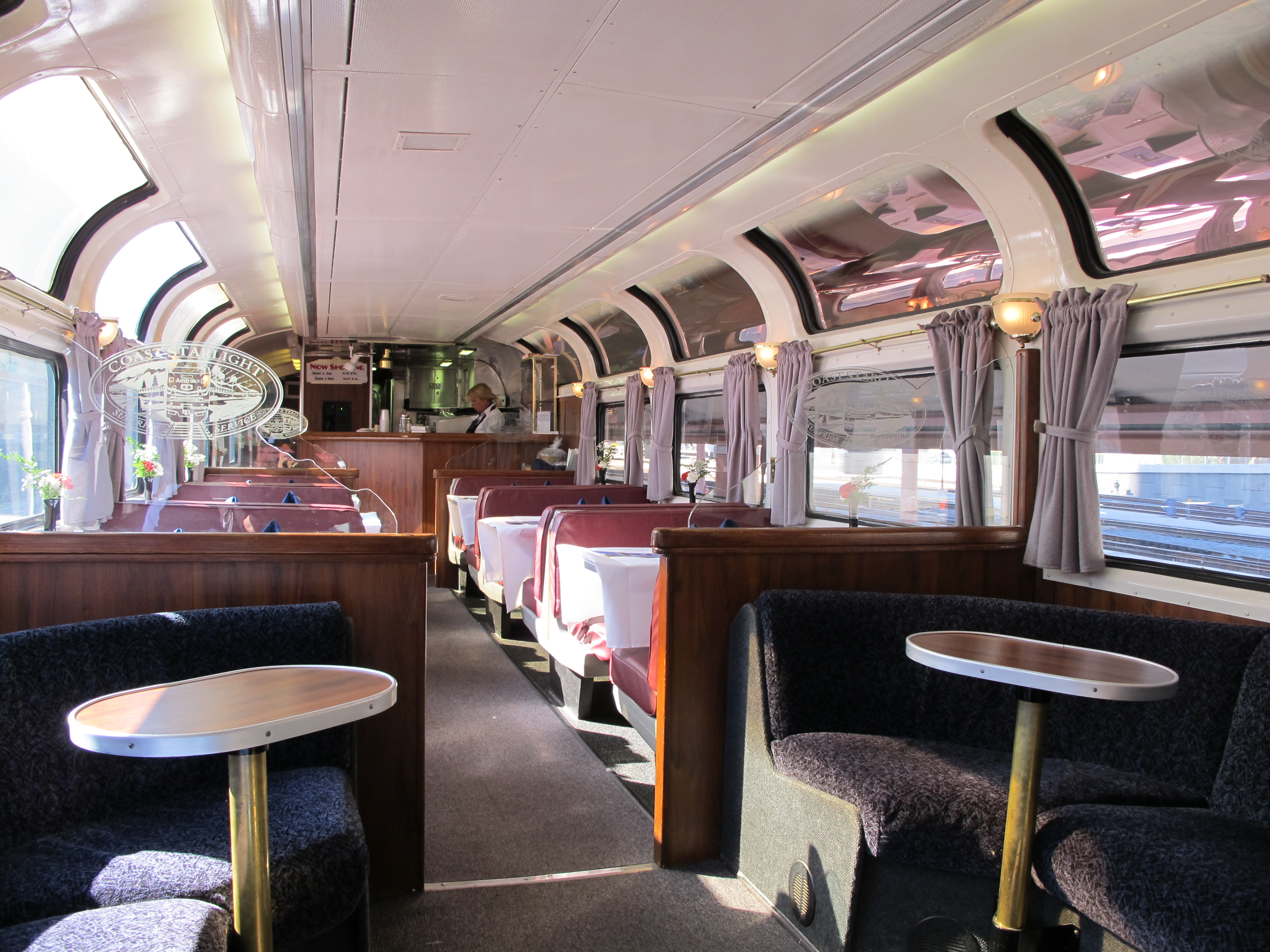
“太平洋雅座車廂”二層內景。

臥舖車廂只見於長途車次，和頭等艙的等級一致。美鐵臥鋪等級有小包間、臥鋪房、家庭臥鋪房和無障礙臥鋪房，臥舖車票費用包括了伙食費和服務費。臥鋪床鋪為折疊床，可放下作為床舖使用，此外還提供有免費的飲水、報紙和即時服務。
臥舖乘客可在全車來回走動，並且可在東北走廊線沿線大型車站的“阿西樂餐車俱樂部”候車，或在芝加哥、邁阿密、新奧爾良、波特蘭和聖保羅站的“城市餐車俱樂部”（Metropolitan Lounges）候車。
搭乘“海岸星光號”的臥舖乘客可以進入“太平洋雅座車廂”，其為一系列如今仍在使用的原艾奇遜、托皮卡和聖塔菲鐵路公司雙層客車，生產於1950年代。該車上層為吧台、餐車座、旋轉座椅並配備優質乘務員。下層為僅供臥舖乘客使用的小型電影院。

### 商務座艙
商務座艙為阿西樂特快的基本席別，亦是“東北區域號”及其他一些美鐵列車的高級坐席。商務座同樣提供免費軟性飲料和報紙（常為《紐約時報》）。美鐵有兩類商務座：
- 一類商務座和餐車共同設置，為1X2構造。皮質座椅的椅背能充分放下，同時具有杯托和腿部墊子
- 另一類為專門的商務座車，為2X2構造。布制座椅，具有電源插頭，但不具備杯托。相比標準座艙（沙發座艙，即二等座艙）空間較大，座椅較舒適，椅背能放得更低。車廂兩端有行李架用於存放大型行李。

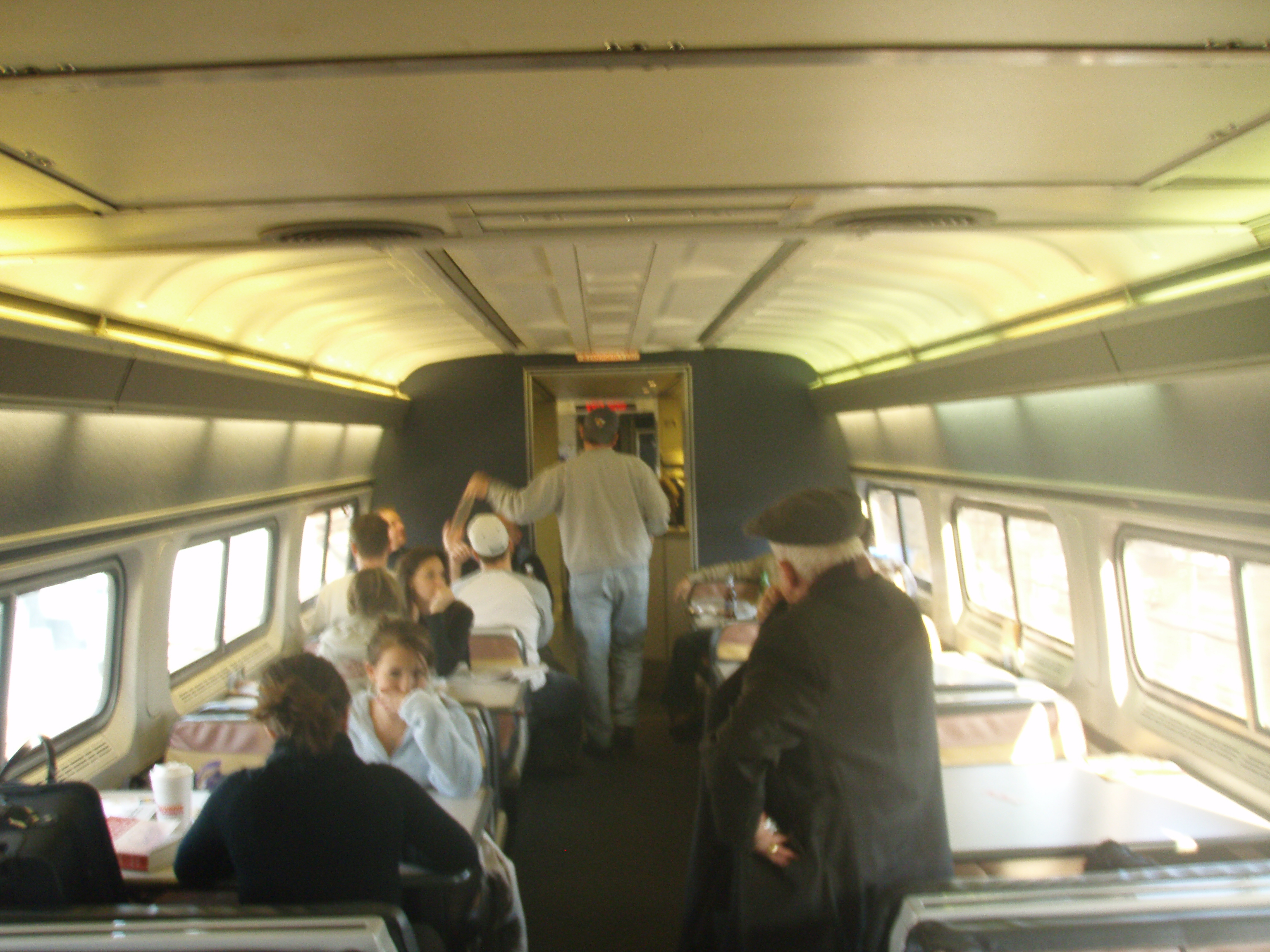
美鐵東部列車常使用的餐車內景

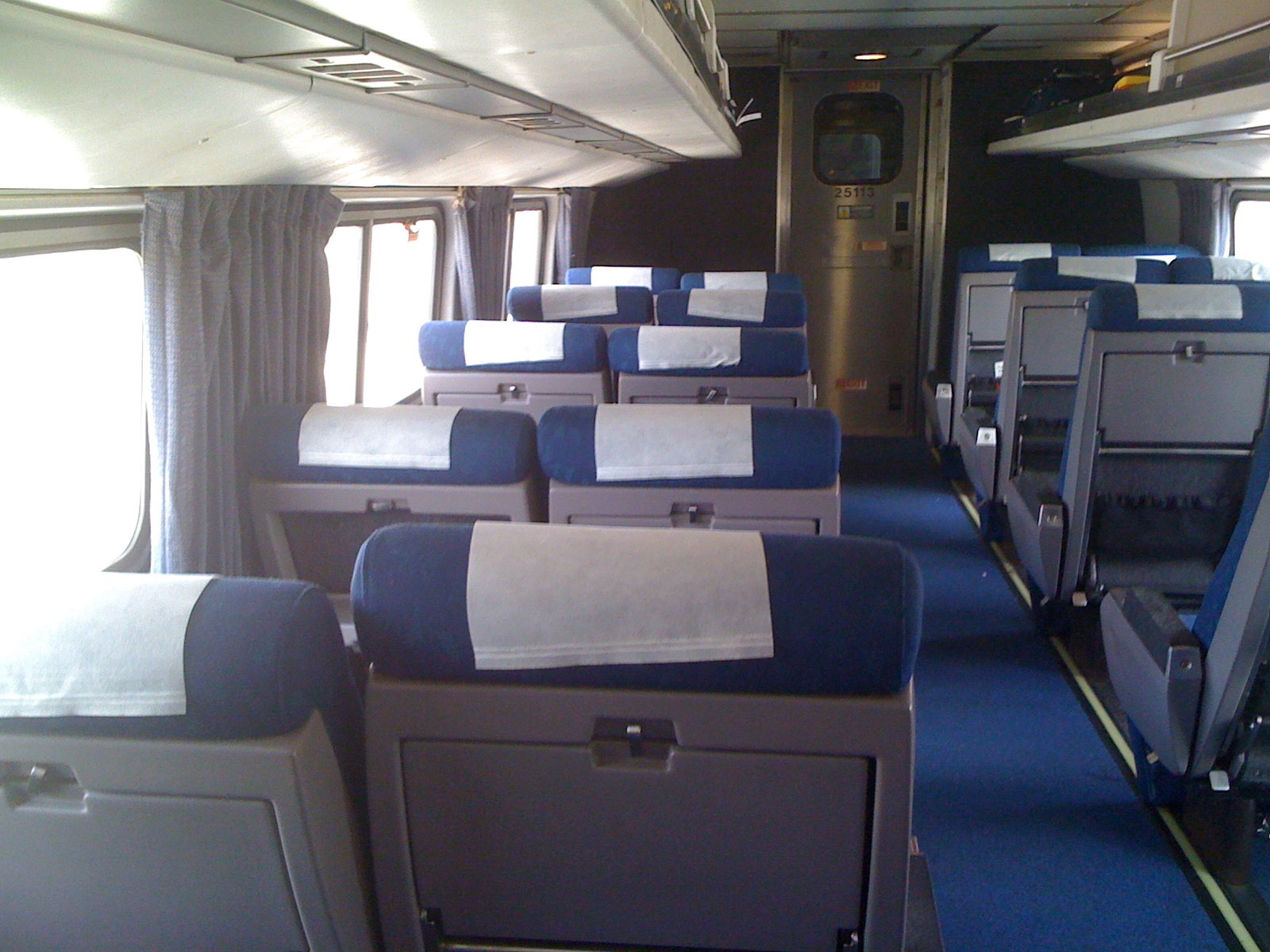
美鐵標準座艙（沙發座艙）的座椅

### 客艙

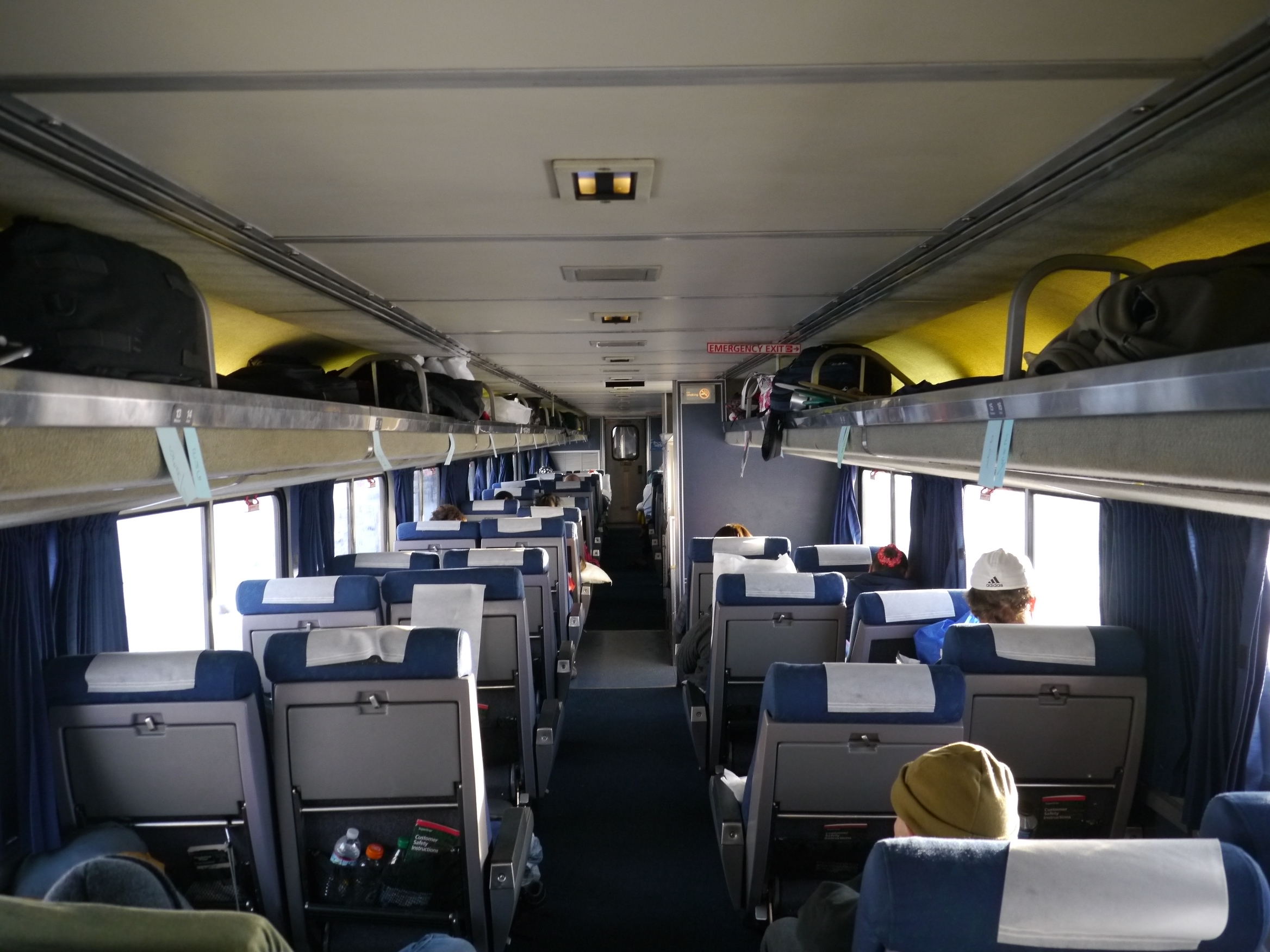
美鐵豪華客車上的對號標準（沙發）座艙

美鐵官方稱“客座”（Coach Class），實為美鐵列車的標準席位。

#### 客艙對號座位
客艙對號座為美鐵大部份列車的標準席位（除Acela特快外）。座位模式為2x2，根據使用車次不同又可細分為兩種：
- 短途標準席位用於當天始發終到的短途列車，如東北區域號、帝國綫、基石號、東北人號等。座位大小和航班經濟艙類似，但有較多的腿部空間便於伸展，椅背放下的程度也更大。
- 長途標準席位用於和臥舖車廂混編，用於長途夜班列車，如帝國建設者號和湖岸特快等。相比前者座位更大，腿部空間、椅背調節角度亦更大。部分車輛有美標電源插頭以供充電。在美國東部地區，日間開行的長途列車也會使用沙發座艙。有時由於車輛調配的原因，短途列車也可能使用本車。

所有對號座車票均限制發行，若仍有餘票，乘客可在列車開行前在車站，或直接向車長購買對號票。所有對號票在發售時均不指定位置，而在驗票時由列車員指定。在座位充足情況下常可自由選座。

#### 客艙自由座位
美鐵通勤線和短途線常設不對號的沙發座位，先到先得。通常訂購美鐵短途及通勤鐵路聯運票時，預設選擇即為此艙等。

## 車輛和路軌

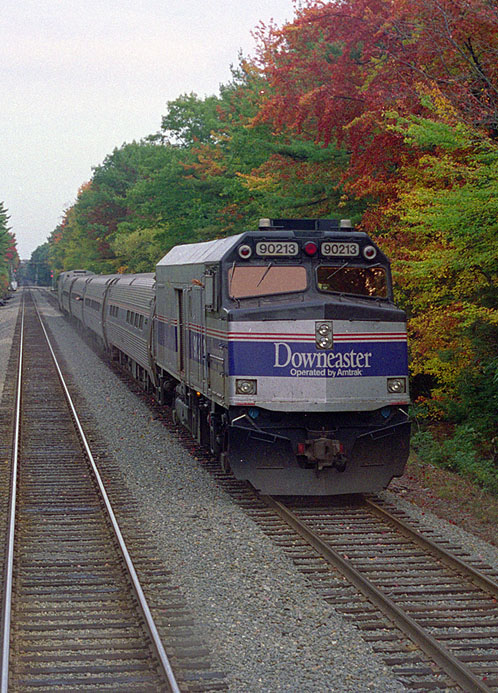
南向“東北人號”列車位於緬因州海洋公園市境內，圖中顯示的為尾部機車。

大部分美鐵列車行進在各私鐵的路軌上，美鐵僅擁有東北走廊和其他少數路軌。

### 非美鐵路軌
幾乎美國所有的一級鐵路路網都有美鐵運行，部分列車運行在地方鐵路或支線鐵路上。其他則是一些由各私鐵聯合控制的“終端鐵路”或由政府機構控制的區域通勤鐵路。在這些鐵路上，美鐵不擁有軌道，但擁有通行權。
私鐵或其它運營商以如下兩種方式影響美鐵列車：
- 私鐵或其它運營商負責路軌維護。美鐵列車常常受私鐵線路施工影響。倘若私鐵決定放棄某條線路，而美鐵欲保留，則美鐵將被迫全額支付維護費用。
- 美鐵列車擁有優先通行權僅在圖定一小段時間內有效。因此倘若列車晚點幅度超過圖定空窗期，私鐵公司將取消美鐵列車的優先權，美鐵列車被迫等待貨物列車通行，從而加劇晚點。這也是美國鐵路客運晚點率異乎尋常高的一個原因。有時一些由私鐵方原因造成的晚點往往會給其自身帶來官司。

### 美鐵所屬路軌
美鐵在全國共擁有730路線英里的路軌（1175公里），其中包含了17座隧道（29.7英里）和1186座橋梁（68.4英里），包括了著名的“東河拱橋”。在新英格蘭地區，美鐵也通過向州政府、地方政府或交通管理部門租用線路來獲得路權。美鐵擁有以下鐵路的路權：

#### 東北走廊

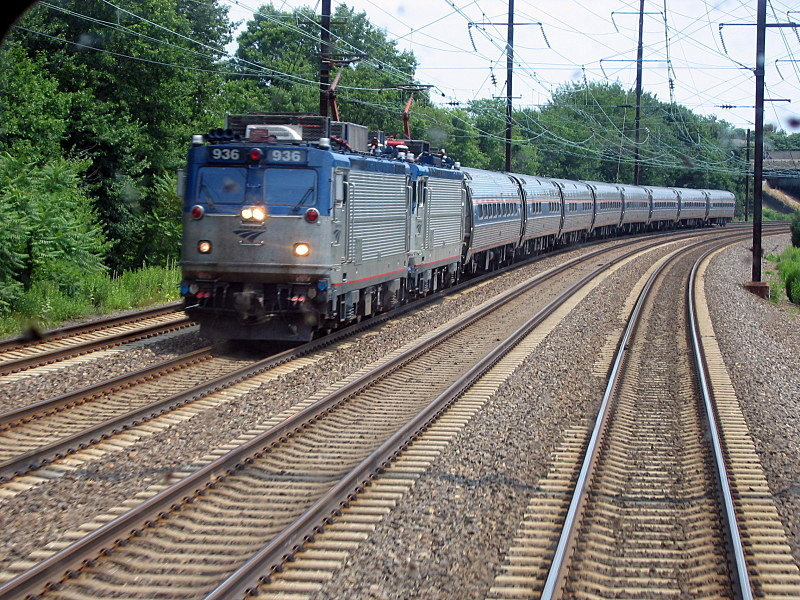
兩台EMD AEM-7電力機車牽引美鐵客車行駛在東北走廊新澤西州境內。

“東北走廊”北起波士頓，南至首都華盛頓特區，沿途經過紐約、費城、巴爾的摩、紐瓦克和普罗维登斯等重要城市。大部份區段為美鐵擁有，同時美鐵還和各大都會圈區域鐵路管理機構合作安排運營。
- 波士頓至馬薩諸塞/羅得島州界：由美鐵負責運營和維護，但財產權歸屬馬薩諸塞州。
- 馬薩諸塞/羅德島州界至康涅狄格州紐黑文：美鐵擁有，全長118.3英里（190.4公里）。
- 紐約州新羅謝爾至華盛頓特區：美鐵擁有，全長240英里（390公里）。

康涅狄格州交通廳和紐約大都會運輸署共同運營紐黑文至新羅謝爾之間線路，由大都會北方鐵路具體執行。具體所有權為：
- 紐黑文至紐約州/康涅狄格州界：康涅狄格州政府擁有。
- 紐約州/康涅狄格州界至新羅謝爾：紐約州政府擁有。

#### 費城至哈里斯堡主線
該線位於賓夕法尼亞州，連結費城和哈里斯堡，該線由美鐵及賓夕法尼亞州合作擁有並運營。2006年10月完成整修，信號系統和軌道得到更新，以提高限速至110英里/時（180km/h），和東北走廊正線相同，以運行東北走廊線上的電氣化列車。
- 104英里（167公里）費城-哈里斯堡，行駛車次：“宾夕法尼亚人号”和“拱心石号”

#### 帝國走廊
- 11英里（18公里），紐約賓州車站-斯布丁杜佛尔（布朗克斯區）
- 35.9英里（57.8公里），斯布丁杜佛尔-斯克内克塔迪，該線由美鐵建造，但現為CSX鐵路擁有
- 8.5英里（14公里），斯克内克塔迪-霍夫曼斯

#### 紐黑文至春田線
- 60.5英里（97.4公里）紐黑文-春田市，運行有“東北區域號”、“佛蒙特人號”以及“紐黑文-春田班車線”

#### 美鐵所屬其它路軌
- 芝加哥-底特律線：美鐵擁有從印第安納州波特至密歇根州卡拉马祖區間，全長98英里 (160km)，行駛有“狼獾號”和“藍水號”。
- “路後支線”：美鐵擁有通向紐約州倫斯勒的一小段支線，約12.42英里長，行駛有“湖畔特快”。

以上線路為美鐵擁有的行車線。在各中心城市例如芝加哥、新奧爾良、洛杉磯、紐約、奧克蘭、奧蘭多、波特蘭、聖保羅和華盛頓特區，美鐵擁有車站及調車場的路軌用於作業。
美鐵擁有“芝加哥聯合車站公司”（負責管理芝加哥聯合車站），並租用紐約賓夕法尼亞車站。美鐵還占有“華盛頓終點站公司”（經營華盛頓聯合車站及附近的路軌）99.7%的股份，“三十街車站有限公司”（負責經營費城三十街車站）99%的股份。美鐵亦擁有自己的乘客保險公司。

### 列车列表

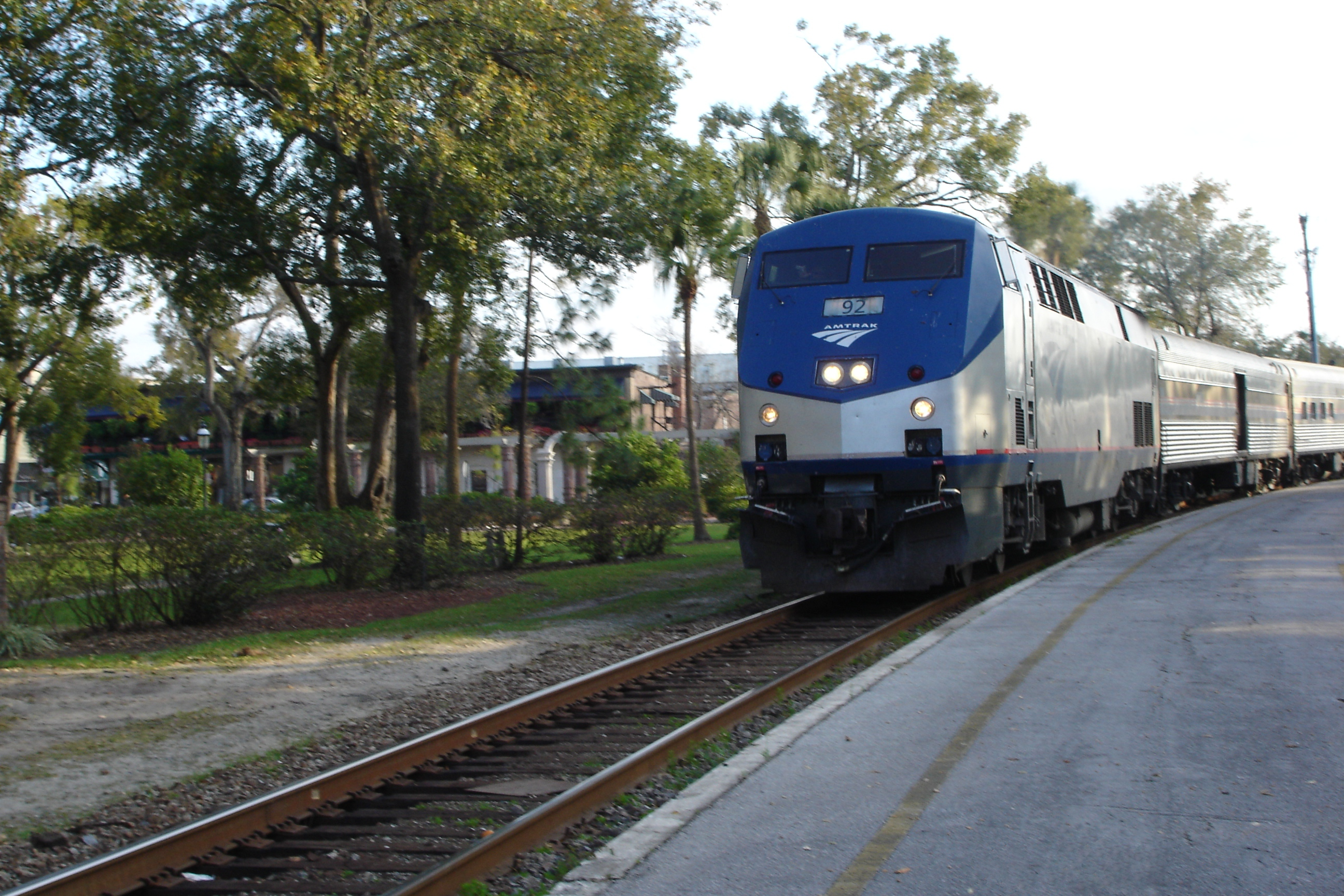
北向“銀星號”行駛在佛羅里達州冬季公園市。

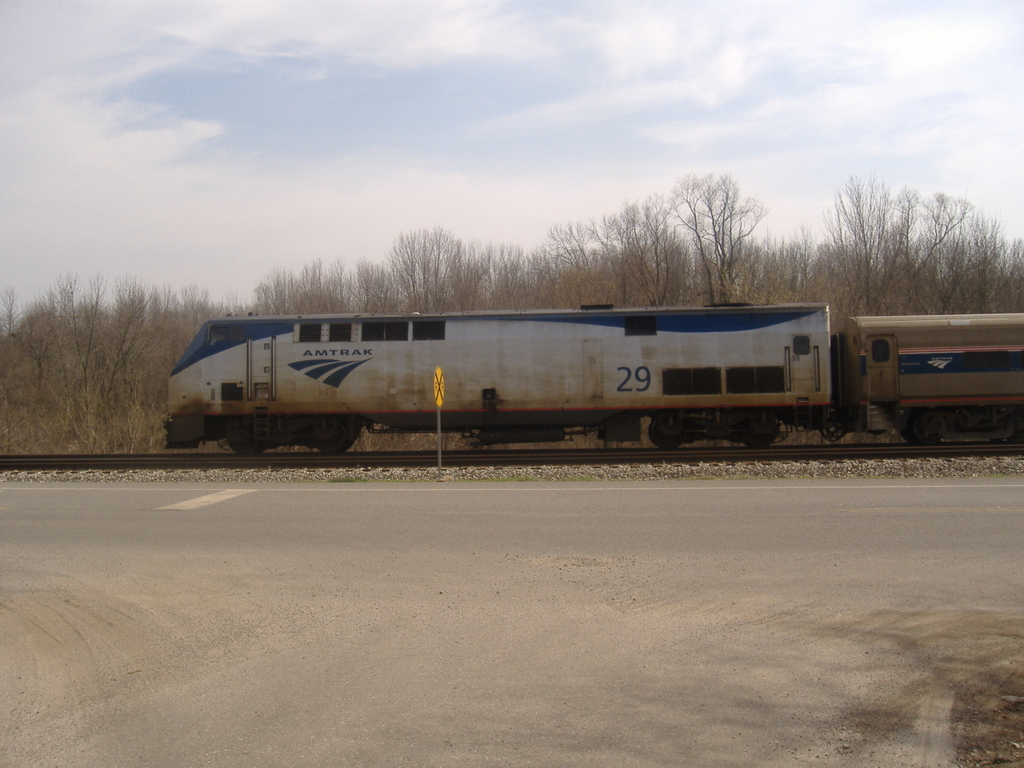
在這張攝於2008年的照片中，一台GE P42DC型29號機車牽引的列車正在密歇根州的康斯托克停車待避一列西向列車。

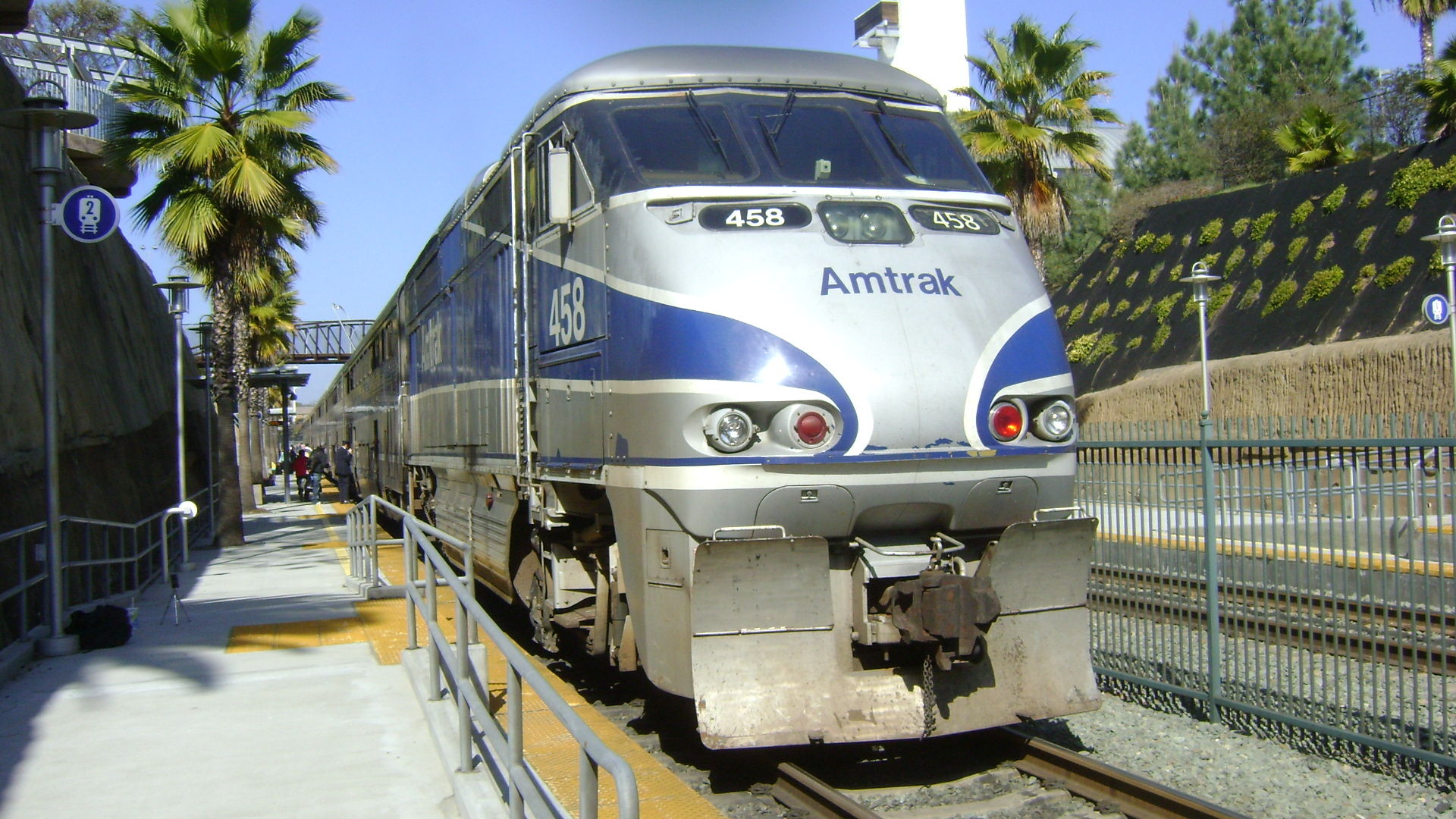
美鐵“太平洋衝浪者號”列車由EMD F59PHI型機車牽引，正停靠在索拉纳海滩站。

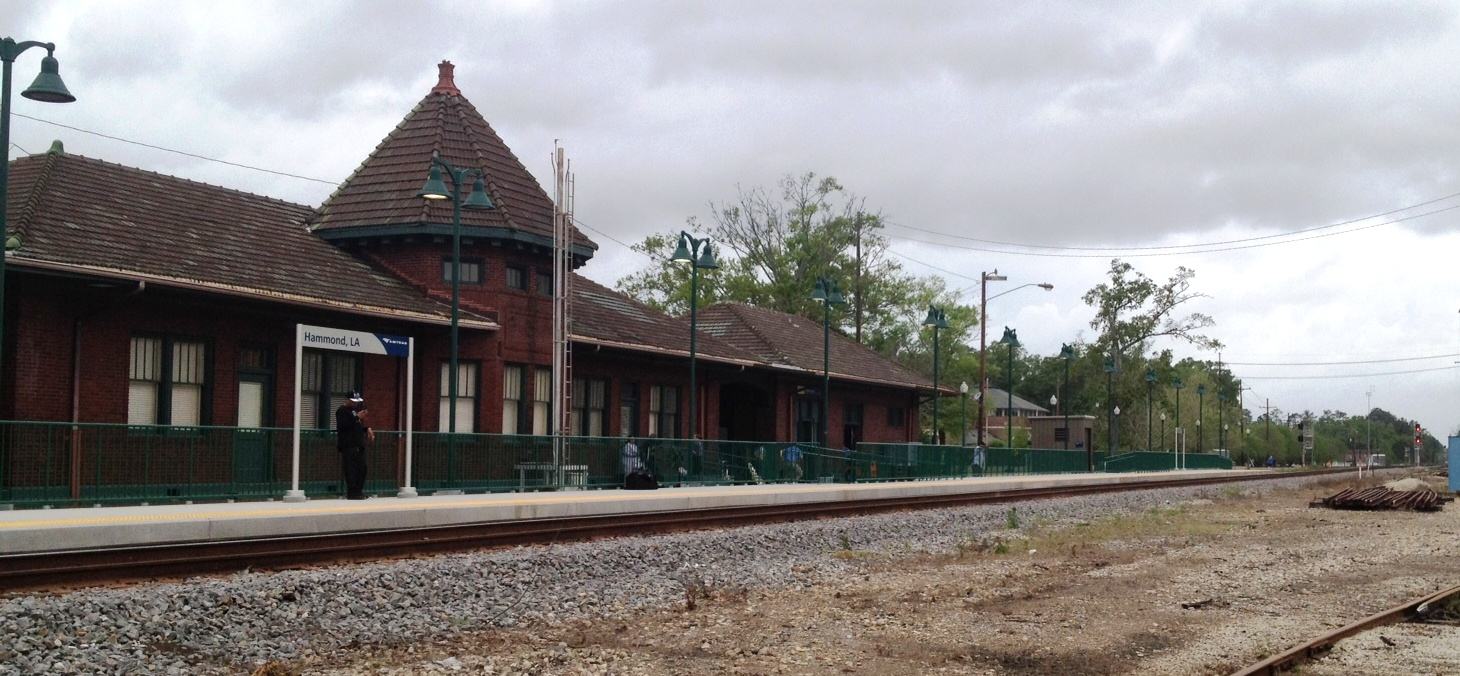
美鐵列車往往提供了一個獨特的、復古的視角觀察美國的過去和現在。 圖為哈蒙德鐵路車站，仍使用老式站房，但月台則為新造的。

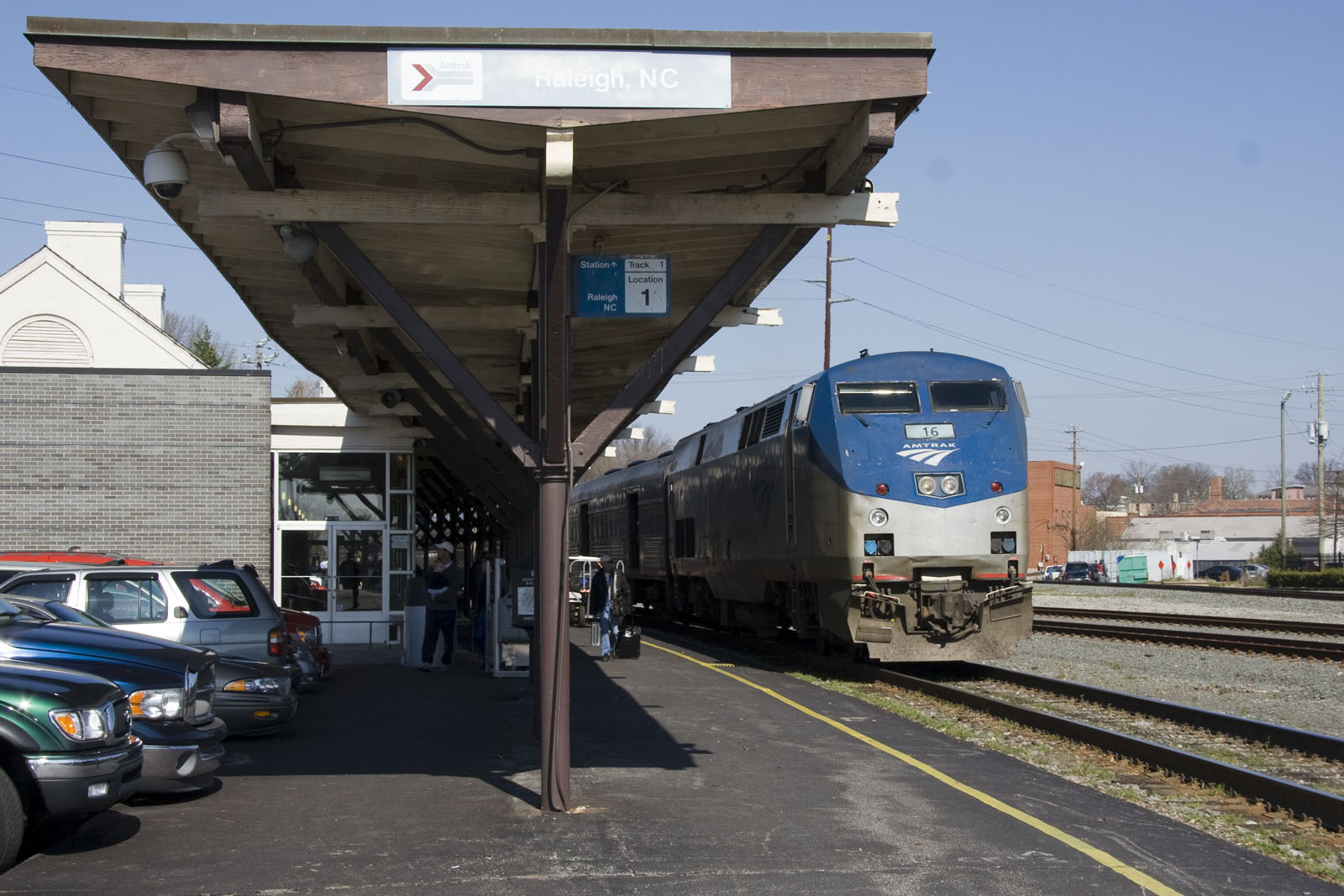
“卡羅萊納人號”停靠在北卡羅來納州羅利市，機車塗裝為最常見的“5型”塗裝。

| 服務              | 路線                                                              |
| ----------------- | ----------------------------------------------------------------- |
| Acela特快         | 波士頓 - 華盛頓                                                   |
| 阿迪朗達克號      | 滿地可 - 紐約市（經阿爾巴尼）                                     |
| 瀑布山脈號        | 溫哥華 - 尤金，俄勒岡州（經俄勒岡州波特蘭和華盛頓州西雅圖）       |
| 汽车列车 (美铁)   | 洛頓（華盛頓地區） - 桑福德（奧蘭多，佛羅里達州）                 |
| 藍水號            | 芝加哥 - 休倫港                                                   |
| 加州和風號        | 芝加哥 - 艾美斯維爾/三藩市                                        |
| 首都走廊號        | 奧本 - 薩克拉門托 - 聖何塞（經奧克蘭）                            |
| 首都特快          | 芝加哥 - 華盛頓特區（經克利夫蘭和匹茲堡）                         |
| 紅衣主教號        | 芝加哥 - 紐約（經印第安納波利斯，辛辛那提）                       |
| 卡爾桑伯格號      | 芝加哥 - 昆西                                                     |
| 卡羅萊納人號      | 紐約 - 羅利 - 夏洛特                                              |
| 新奧爾良城號      | 芝加哥 - 紐奧爾良                                                 |
| 海岸星光號        | 西雅圖 - 洛杉磯（經薩克拉門托和奧克蘭）                           |
| 新月號            | 紐約 - 新奧爾良（經亞特蘭大）                                     |
| 東北人號          | 緬因州波特蘭 - 波士頓                                             |
| 帝國建設者號      | 芝加哥 - 俄勒岡州波特蘭/西雅圖（經斯波坎）                        |
| 帝國綫            | 紐約 - 尼亞加拉瀑布（經阿爾巴尼）                                 |
| 伊雲阿倫特快      | 紐約 - 拉特蘭（經阿爾巴尼）                                       |
| 家鄉快車          | 俄克拉荷馬城 - 沃思堡                                             |
| 海華沙號          | 芝加哥 - 密爾沃基                                                 |
| 印第安那州號      | 芝加哥 - 印第安納波利斯                                           |
| 伊利諾伊人號      | 芝加哥 - 卡本代爾                                                 |
| 伊利諾伊和風號    | 芝加哥 - 昆西                                                     |
| 基石綫            | 紐約 - 哈里斯堡（經費城）                                         |
| 湖畔特快          | 紐約 - 波士頓 - 芝加哥（經阿爾巴尼）                              |
| 林肯綫            | 芝加哥 - 聖路易斯                                                 |
| 楓葉號            | 紐約 - 多倫多                                                     |
| 密蘇里河泛舟號    | 聖路易斯 - 堪薩斯城                                               |
| 紐黑文-春田班車線 | 紐黑文- 春田市                                                    |
| 東北區域號        | 波士頓 - 紐約 - 華盛頓特區 - 紐波特紐斯、林奇堡、維珍尼亞州春田市 |
| 太平洋衝浪者號    | 聖路易斯奧比斯波 - 洛杉磯 - 聖地亞哥                              |
| 帕爾梅托號        | 紐約 - 沙雲娜                                                     |
| 賓夕法尼亞人號    | 紐約 - 匹茲堡（經紐瓦克、費城、哈里斯堡和阿爾圖納）               |
| 探險家號          | 急流城 - 芝加哥                                                   |
| 皮埃蒙特號        | 夏洛特 - 羅利                                                     |
| 薩盧基犬號        | 芝加哥 - 卡本代爾                                                 |
| 聖祖亞昆號        | 貝克斯菲爾德 - 奧克蘭 /薩克拉門托                                 |
| 銀色流星號        | 紐約 - 費耶特維爾 - 邁阿密                                        |
| 銀星號            | 紐約 - 羅利 - 坦帕 - 邁阿密                                       |
| 西南酋長號        | 芝加哥 - 洛杉磯                                                   |
| 日落特快          | 洛杉磯 - 紐爾良                                                   |
| 德州之鷹號        | 芝加哥 - 洛杉磯（經聖安東尼奧和達拉斯）                           |
| 佛蒙特人號        | 華盛頓特區 - 聖奧爾本斯                                           |
| 狼獾號            | 芝加哥 - 底特律 - 龐蒂亞克                                        |

## 機車和車輛
美鐵目前在全路共保有2142節客車，425台鐵路機車。常見的機車為GE P42DC型柴油機車，EMD AEM-7型電力機車。客車為“美铁普运型铁路客车”（Amfleet）和“豪華客車”（Superliner）兩大類。美鐵列車也常常掛載私人鐵路車廂，或向其他公司或機構租用機車。

## 延伸閱讀
- Carper, Robert S. . A. S. Barnes. 1968. ISBN 978-0-498-06678-8.
- Edmonson, Harold A. . Kalmbach Books. 2000. ISBN 978-0-89024-023-6.
- Glischinski, Steve. . Osceola, Wisconsin: Motorbooks International. 1997. ISBN 978-0-7603-0380-1.
- Government Accountability Office.  (PDF). October 2005  [2005-11-23]. （原始内容存档 (PDF)于2005-11-25）.
- Hosmer, Howard;  et al.  (报告). Interstate Commerce Commission. 1958. 31954.
- McCommons, James. . White River Junction, Vermont: Chelsea Green. 2009. ISBN 978-1-60358-064-9.
- McKinney, Kevin. . Trains. June 1991.
- Office of Inspector General for the Department of Transportation.  (PDF). United States Department of Transportation. 2012-07-10  [2020-01-07]. OCLC 862979061. （原始内容存档 (PDF)于2019-12-17）.
- Peterman, David Randall.  (PDF). Washington, DC: Congressional Research Service. 2017-09-28  [2020-01-07]. （原始内容存档 (PDF)于2020-08-06）.
- Saunders, Richard. . DeKalb, Illinois: Northern Illinois University Press. 2003. ISBN 0-87580-316-4.
- Schafer, Mike. . Trains. June 1991.
- Stover, John F.  2nd. Chicago: University of Chicago Press. 1997. ISBN 0-226-77657-3.
- Thoms, William E. . Baton Rouge, LA: Claitor's Publishing Division. 1973. OCLC 1094744.
- Vranich, Joseph. . New York: St. Martin's Press. 1997. ISBN 0-3121-7182-X.
- Vranich, Joseph. . Washington, D.C.: AEI Press. 2004. ISBN 0-8447-4203-1.
- Wilner, Frank N. . Omaha, NE: Simmons-Boardman. 1994. ISBN 0-9113-8216-X.
- Zimmermann, Karl R. . PTJ Publishing. 1981. ISBN 0-937658-06-5.

## 外部連結
- 美铁官方网站 （页面存档备份，存于） （英文）
- 美铁官方网站 （页面存档备份，存于） （西班牙文）
- 美铁官方网站 （页面存档备份，存于） （法文）
- 美铁官方网站 （页面存档备份，存于） （简体中文）
- 美鐵的Facebook專頁
- 美鐵的Instagram帳戶
- 美鐵 的pinterest
- 美鐵的X（前Twitter）
- YouTube上的Amtrak頻道